# Fuldaer Dom

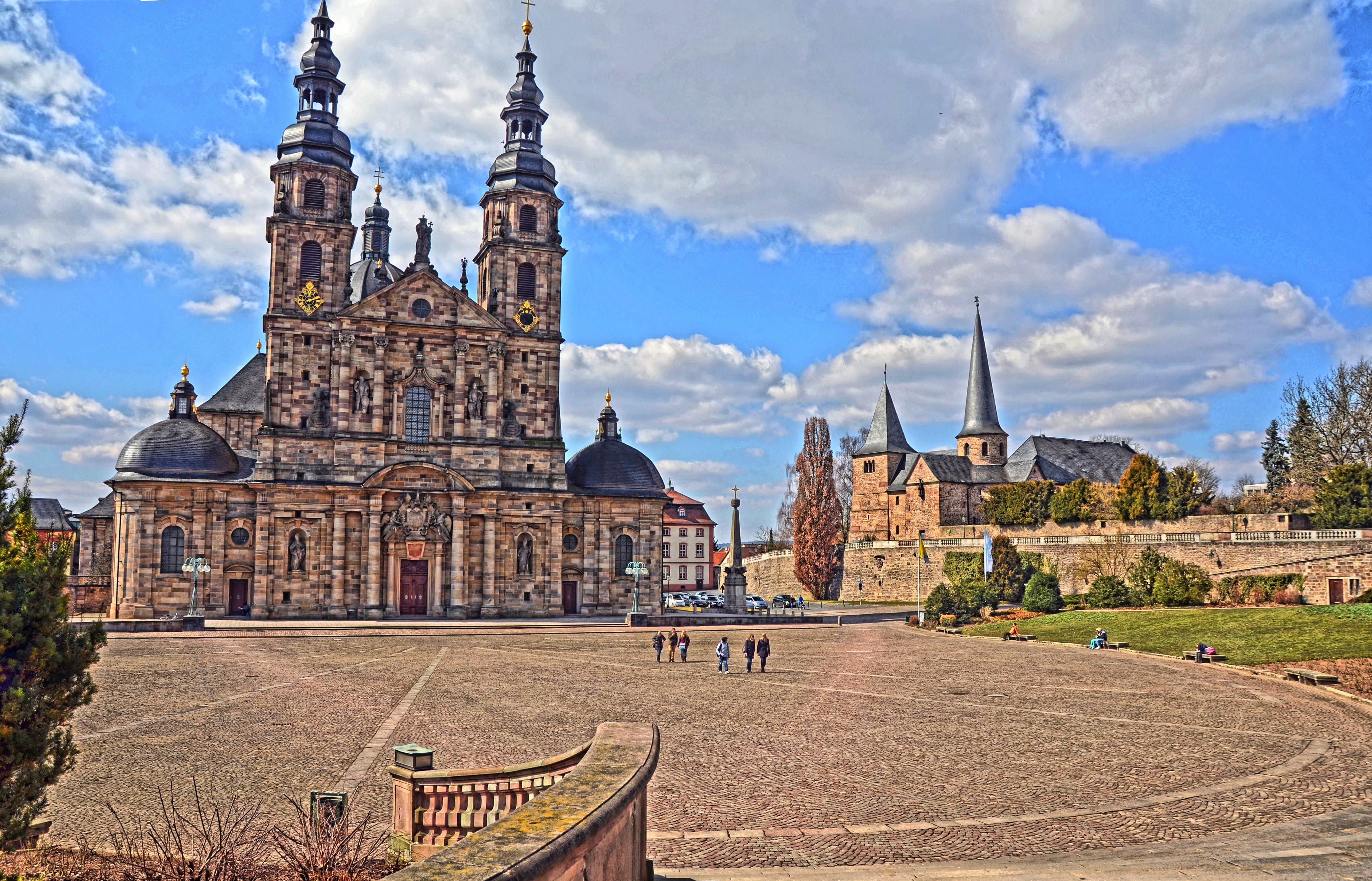
Domplatz mit Dom und Michaelskirche

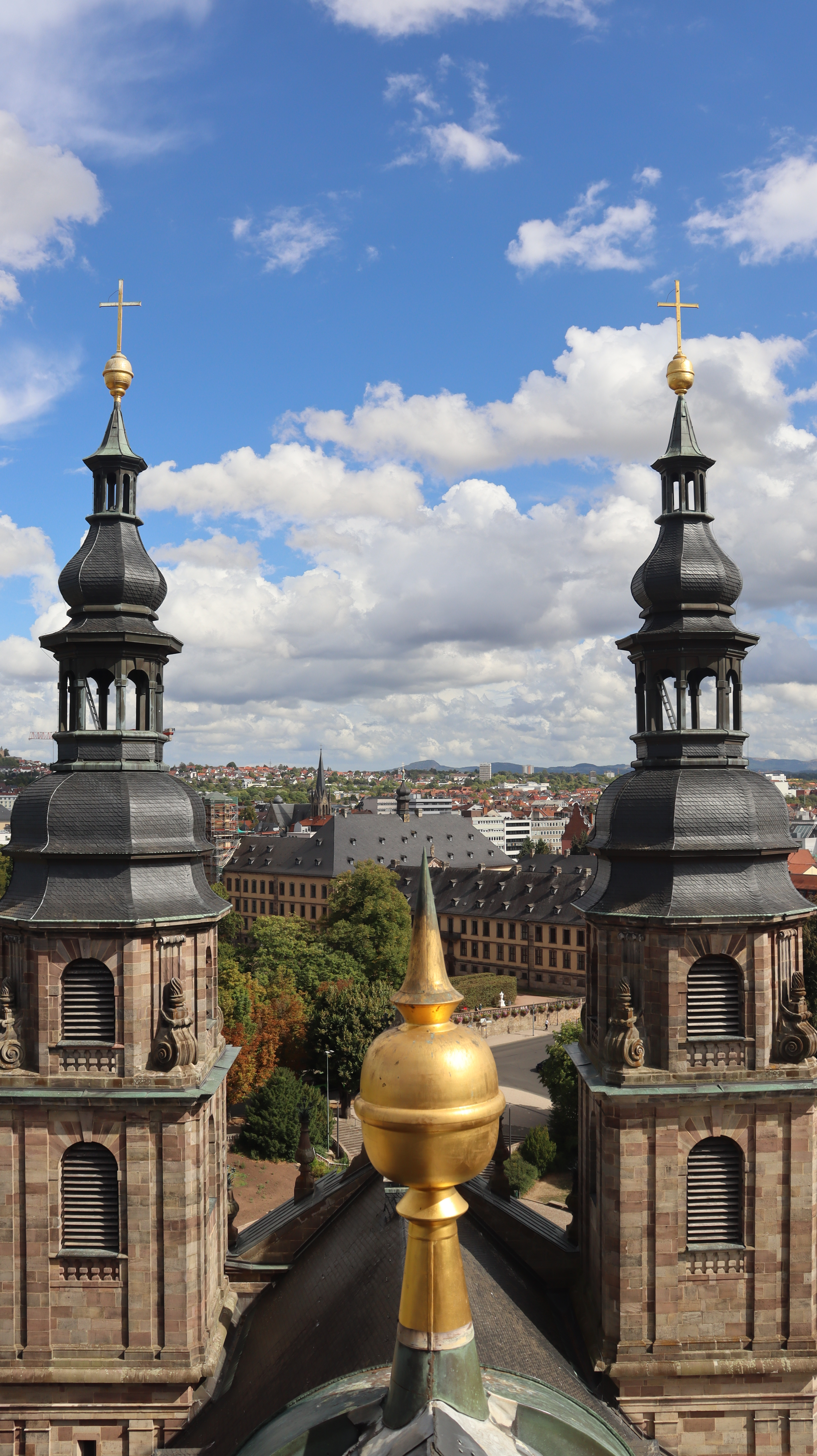
Ansicht der Domtürme von der Kuppel

Der Dom St. Salvator zu Fulda (offiziell Hoher Dom zu Fulda) ist die Kathedralkirche des römisch-katholischen Bistums Fulda und als Grabeskirche des heiligen Bonifatius Ziel der Bonifatiuswallfahrt. Er stellt den Mittelpunkt des Fuldaer Barockviertels dar und ist zugleich das Wahrzeichen der Stadt Fulda.
Unter Fürstabt Adalbert von Schleifras wurde der Dom 1704–1712 von Johann Dientzenhofer als dreischiffige Basilika errichtet und am 15. August 1712 auf das Patrozinium Christus Salvator geweiht. Der Dom diente zunächst als Abteikirche des Klosters Fulda und wurde 1752 Kathedrale des Bistums.

## Geschichte

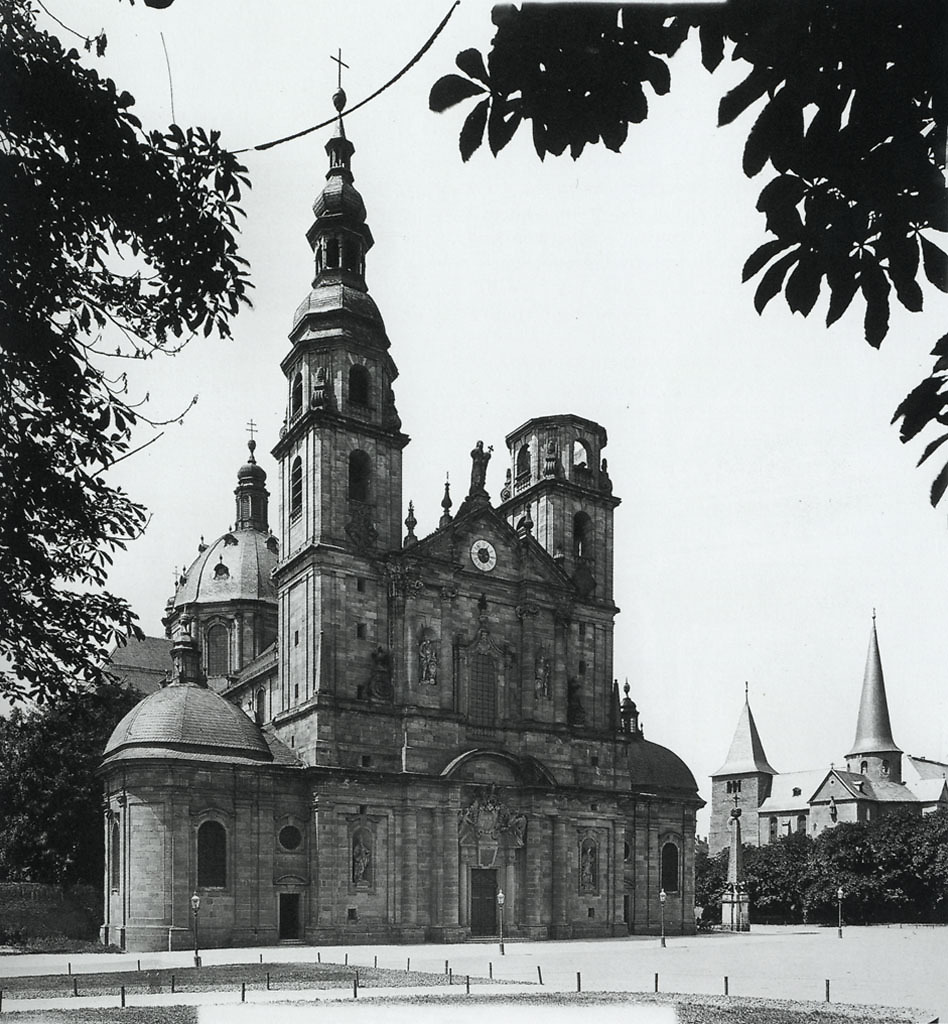
Der durch einen Brand im Jahr 1905 beschädigte Nordturm des Doms. Rechts die romanische Michaelskirche.
(Fotografie: Albrecht Meydenbauer)

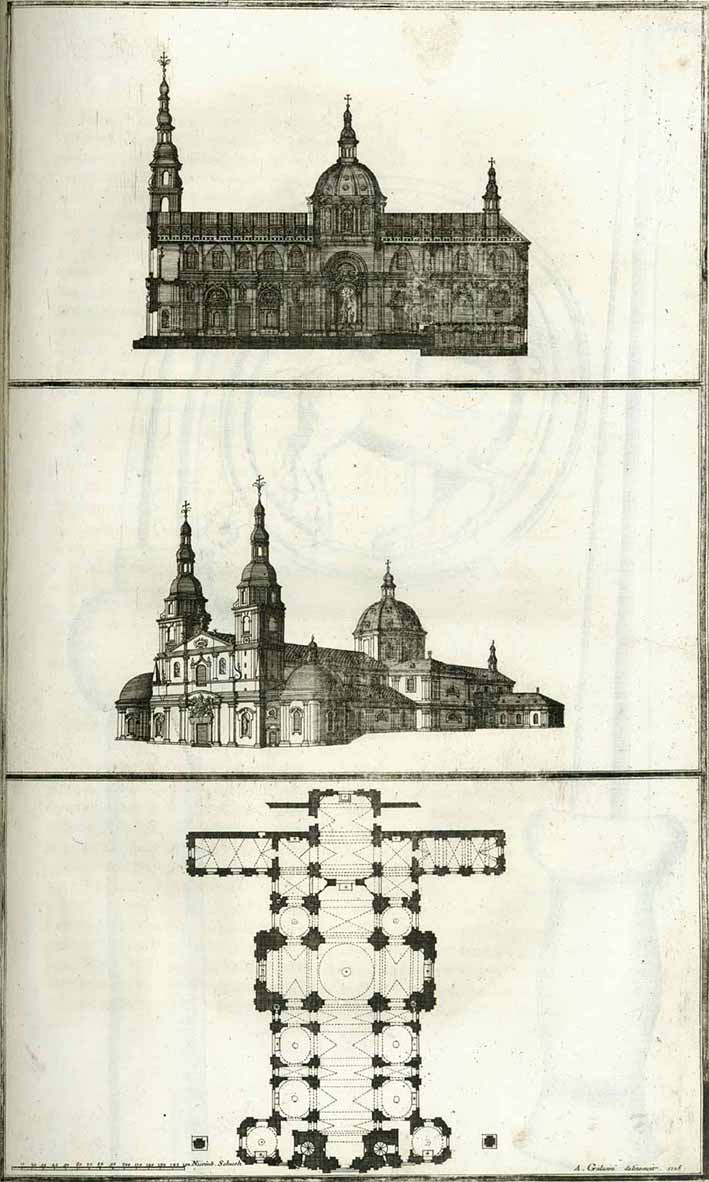
Johann Friedrich Schannat: Dioecesis Fuldensis cum annexa sua hierarchia, Joh. Benj. Andreae & Henr. Hort., Frankfurt am Main 1727, nach S. 64 (Digitalisat)

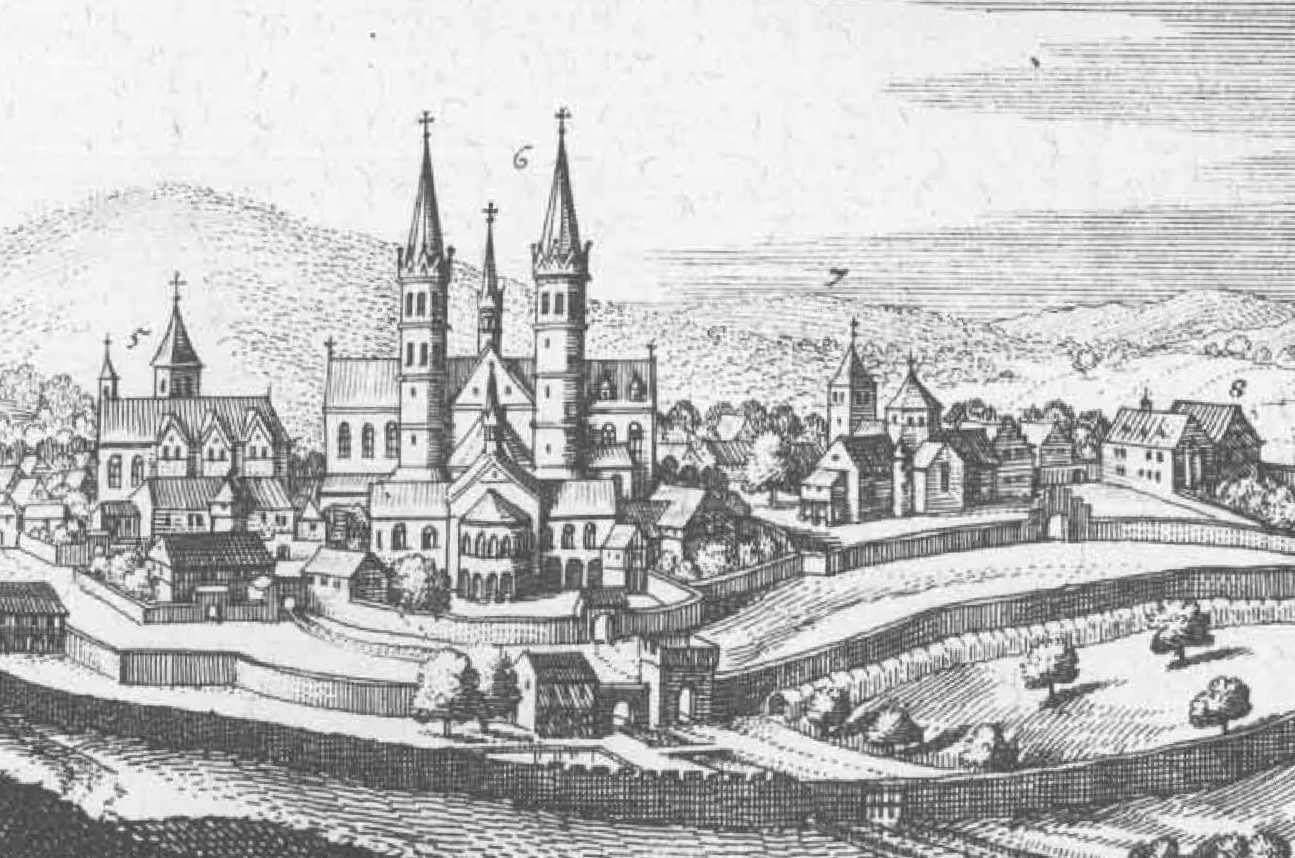
Blick auf das Kloster (1655). In der Mitte ist die Ratgar-Basilika, Vorgängerkirche des Doms, zu sehen

Die finanzielle Grundlage für die Errichtung des neuen Domes – damals noch Stiftskirche – sowie des neuen Abtsschlosses waren durch die berüchtigte Sparsamkeit des vorherigen Fürstabtes Placidus von Droste geschaffen worden. Die Pläne des Doms wurden im Jahr 1700 von einem der bedeutendsten deutschen Barockbaumeister, Johann Dientzenhofer (1663–1726), der nach einer Studienreise nach Rom 1699 vom Papst als Baumeister empfohlen wurde, im Auftrag von Fürstabt Adalbert von Schleifras angefertigt. Der Dom zu Fulda mit der bewussten Anlehnung seines inneren Systems an den Petersdom ist ein künstlerischer Beweis für Dientzenhofers Studienreise. Der Vorgängerbau, die Ratgar-Basilika, einst größte Basilika nördlich der Alpen, wurde zugunsten des neuen Doms niedergelegt, ehe am 23. April 1704 der Bau im aktuellen barocken Stil begann. Dabei wurden zum Teil die Fundamente der Ratgarbasilika genutzt. 1707 wurde der Rohbau fertiggestellt, 1708 eingedeckt und bis 1712 im Inneren ausgestaltet. Am 15. August 1712 wurde der Dom geweiht. Auf der von Fürstabt Adalbert von Schleifras gesetzten Weihegedenktafel an der Fassade ist nur Christus Salvator als Titel der Kirche angegeben. Der barocke Neubau diente als Abteikirche der Benediktiner und Grabeskirche des heiligen Bonifatius und wurde erst 1752 in den Rang einer Kathedrale erhoben.
Anlässlich des 1150. Todestags des heiligen Bonifatius fand am 4. Juni 1905 ein Feuerwerk statt, bei dem ein Feuerwerkskörper im rechten Domturm vermutlich Dohlennester in Brand setzte. Der Turm brannte völlig aus. Dabei wurden die beiden Glocken „Osanna“ und „Bonifatius“ vernichtet. Andere Teile des Domes kamen nicht zu Schaden. Die juristischen Umstände gingen als Dombrand-Fall in die Rechtsgeschichte ein.
Nach Luftkriegsschäden im Zweiten Weltkrieg konnte die Wiederherstellung 1954 abgeschlossen werden.
Papst Johannes Paul II. besuchte am 17. und 18. November 1980 Fulda. Mehr als 100.000 Gläubige strömten auf den Domplatz, um ihn dort begeistert zu empfangen.
Vom 1. August bis 3. Oktober 2012 zeigte das Vonderau Museum in Fulda die Ausstellung 300 Jahre Dom zu Fulda. Die unter Literatur genannte Veröffentlichung von Gregor K. Stasch war Begleitband der Ausstellung.

## Architektur
Die doppelchörige Anlage der mittelalterlichen Ratgar-Basilika wurde von Dientzenhofer zugunsten der eindeutigen Ausrichtung nach Westen aufgegeben. Während sich der Chor somit im Gegensatz zur großen Mehrheit europäischer Kirchen im Westen des Kirchenschiffs befindet und darin bewusst dem Vorbild des Petersdoms in Rom folgt, bildet die Hauptfassade zum Domplatz hin demnach die Ostfassade der Fuldaer Kathedrale.
Der Grundriss des Fuldaer Doms hat die Form einer kreuzförmigen, dreischiffigen Pfeilerbasilika mit einem südlichen und nördlichen Querhaus. Dazwischen befindet sich eine Vierung mit der 39 m hohen Kuppel. Dem nach Westen ausgerichteten 99 m langen Langhaus sind neben den beiden 65 m hohen Fassadentürmen im Osten zwei außenliegende Kuppelkapellen (Andreaskapelle und Johanneskapelle) angeschlossen.
Nach der Vierung mit Kuppel setzt sich das Mittelschiff mit dem Hochaltar, dem dahinterliegenden Hochchor und der darunterliegenden Bonifatius-Krypta fort. Die Seitenschiffe verlaufen parallel zum Hauptschiff bis auf die Höhe der Marienkapelle (rechts) und der Sakristei (links). Der Grundriss ist somit zu einem Doppelkreuz erweitert worden. Die Anbauten der Marienkapelle und Sakristei grenzen direkt an das ehemalige Klostergebäude an.

### Außenbau

#### Glockentürme
Die Fassade wird von zwei 65 Meter hohen Türmen, die eng zusammenstehen, flankiert. Ihre jeweils vier Geschosse werden durch profilierte Gesimse deutlich getrennt. Überlebensgroße Sandsteinplastiken von Andreas Balthasar Weber zeigen rechts Sturmius als Abt mit Mitra, Abtstab und Buch, links Bonifatius als Bischof mit Hirtenstab und mit einer dolchdurchstoßenen Heiligen Schrift. Im dritten Geschoss befinden sich kupferne und vergoldete Uhrziffernblätter für eine mechanische und eine Sonnenuhr. Der Turmhelm besteht aus einer einmal abgesetzten Schweifkuppel, einer offenen Laterne und einer weiteren Schweifkuppel mit einer kleineren Laterne, Spitzhelm, Ananaskopf und Turmkreuz.

#### Hauptportal

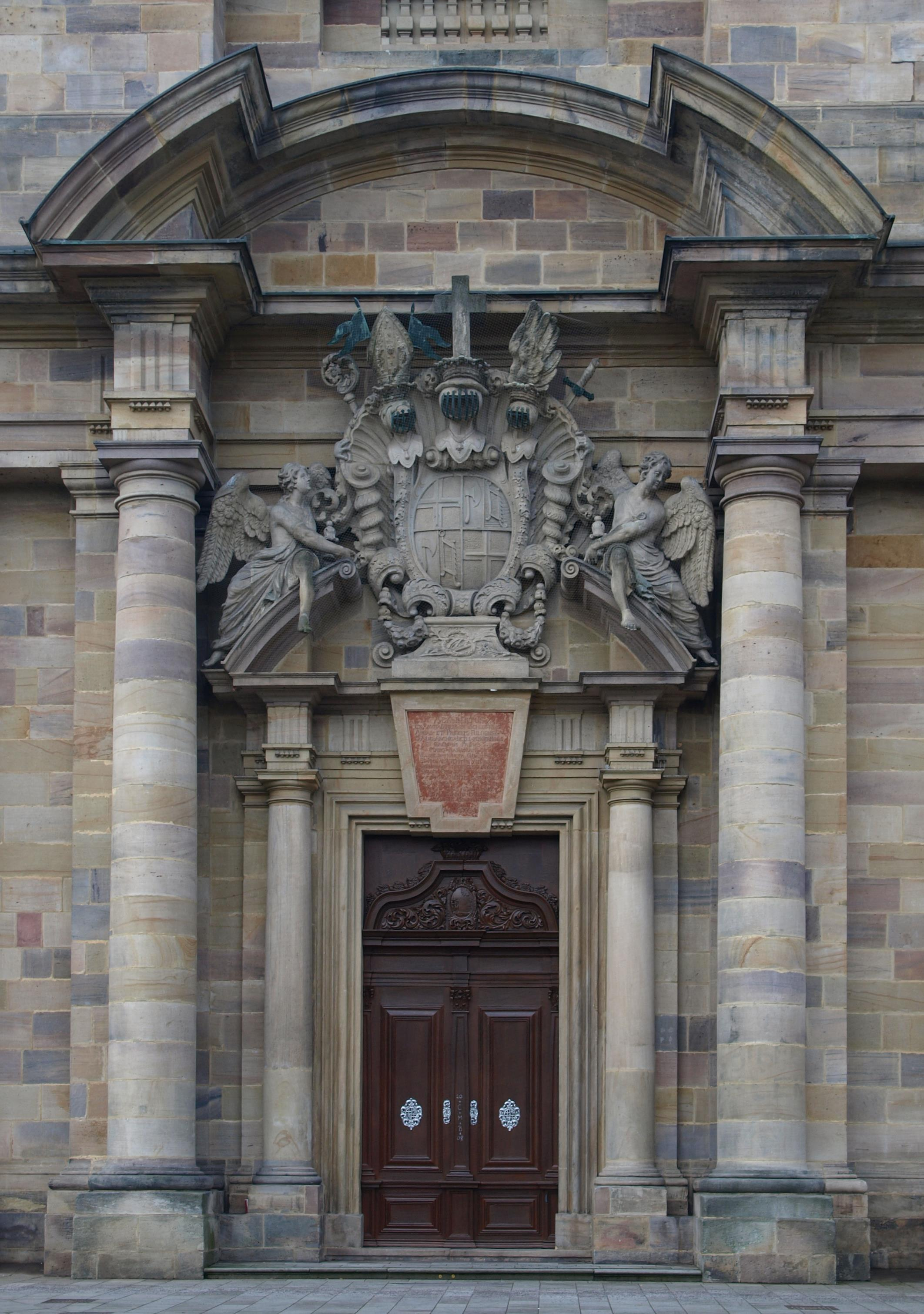
Hauptportal

Vier massive Dreiviertelsäulen mit begleitenden Halbpilastern flankieren das Hauptportal. Sie tragen den Architrav, den Fries mit Triglyphen und das kräftige Gesims. Auf dem Architrav mit Segmentbogen sitzen zwei große Engel, die das Wappen von Fürstabt Adalbert von Schleifras halten. Das Wappen, ein Werk von Balthasar Esterbauer, besteht aus zwei Feldern mit Fuldaer Stiftskreuz, in den beiden übrigen Feldern befinden sich ein Beil und ein Kesselhaken. Der Scheitelstein unmittelbar über dem Tor trägt eine Bauinschrift des Bauherrn Adalbert von Schleifras.
Die Portaltür ist mit korinthischen Pilastern und Rahmenwerk sowie schmiedeeisernen Beschlägen geschmückt.
Das Obergeschoss der Fassade ist mit massiven Säulen gegliedert. Ein großes Rundbogenfenster ist mit Säulen, Ornamenten im Bogenfeld, Vorhangbogen und Vasen verziert. Das Fenster ist von Sandsteinplastiken, die die Fuldaer Stadtpatrone Simplizius und Faustinus als Ritter zeigen, umgeben. Ihre Schilde zeigen die drei Lilien, das Symbol der Geschwister und das Kreuz, das Wahrzeichen des Hochstiftes. Beides bildet das Fuldaer Stadtwappen.
Die mittlere Fassade wird durch einen mit Vasen besetzten Dreiecksgiebel mit einem Rundfenster abgeschlossen. Auf der Spitze des Giebels steht eine Figur des segnenden Heilands (lateinisch salvator Erlöser).

#### Obelisken
Neben den beiden Kuppelkapellen des Doms befinden sich links wie auch rechts jeweils ein etwa 11 Meter hoher Sandsteinobelisk. Neben der schmückenden Bedeutung haben diese die Funktion die Domfassade optisch zu verbreitern. Auf der Abschlussplatte sitzt ein Sockel mit vier springenden Löwen. Über den Figuren befinden sich das Wappen des Bauherrn sowie diverse Inschriften.

### Innenraum

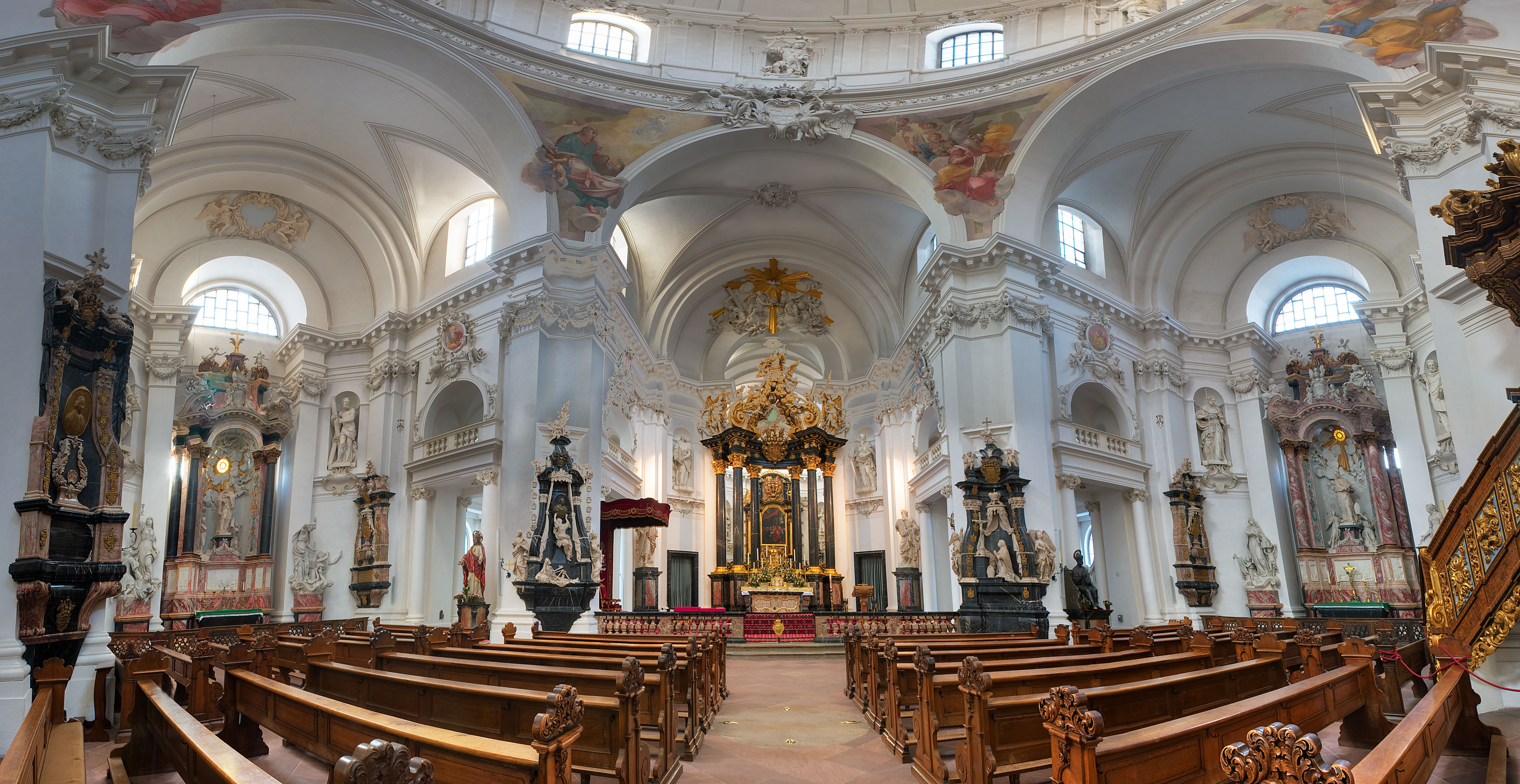
Der Blick in den Innenraum in Richtung Hochaltar

Der weiß getönte Innenraum greift Elemente des Petersdoms in Rom und der Lateransbasilika auf. Die prächtige Innenausstattung zeigt Einfluss des römischen Barock und ist laut Georg Dehio „dem Besten der Epoche zuzuzählen“. Die Raumwirkung wird von dem Kontrast zwischen dem Weiß der Mauerflächen und der Stuckierung zum einen und dem schwarz-goldenen Farbakkord der architektonischen Elemente und der Ausstattung zum anderen bestimmt. Giovanni Battista Artari, ein Stuckateur, Ornamentmaler und Bildhauer schuf die Stuckierung des Innenraumes sowie die überlebensgroßen Apostelfiguren aus Stuck. Die Apostelfiguren sind gemäß einem Wort des heiligen Paulus dargestellt. So stehen die Glaubensboten als „Säulen“ (Gal 2,9 ) beziehungsweise an den Stützen des kreuzförmigen und dreischiffigen Doms.

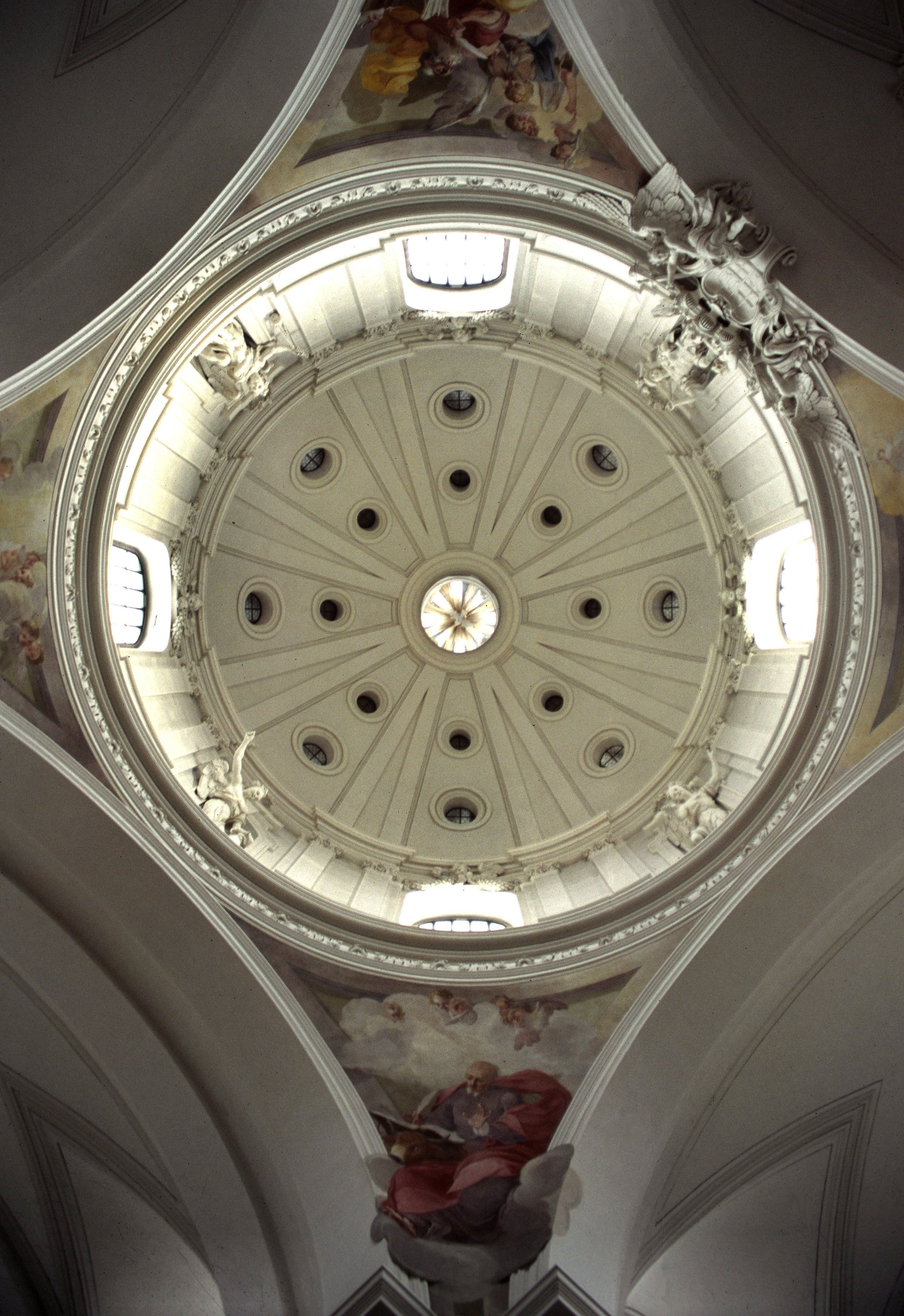
Blick in die Kuppel

#### Kuppel

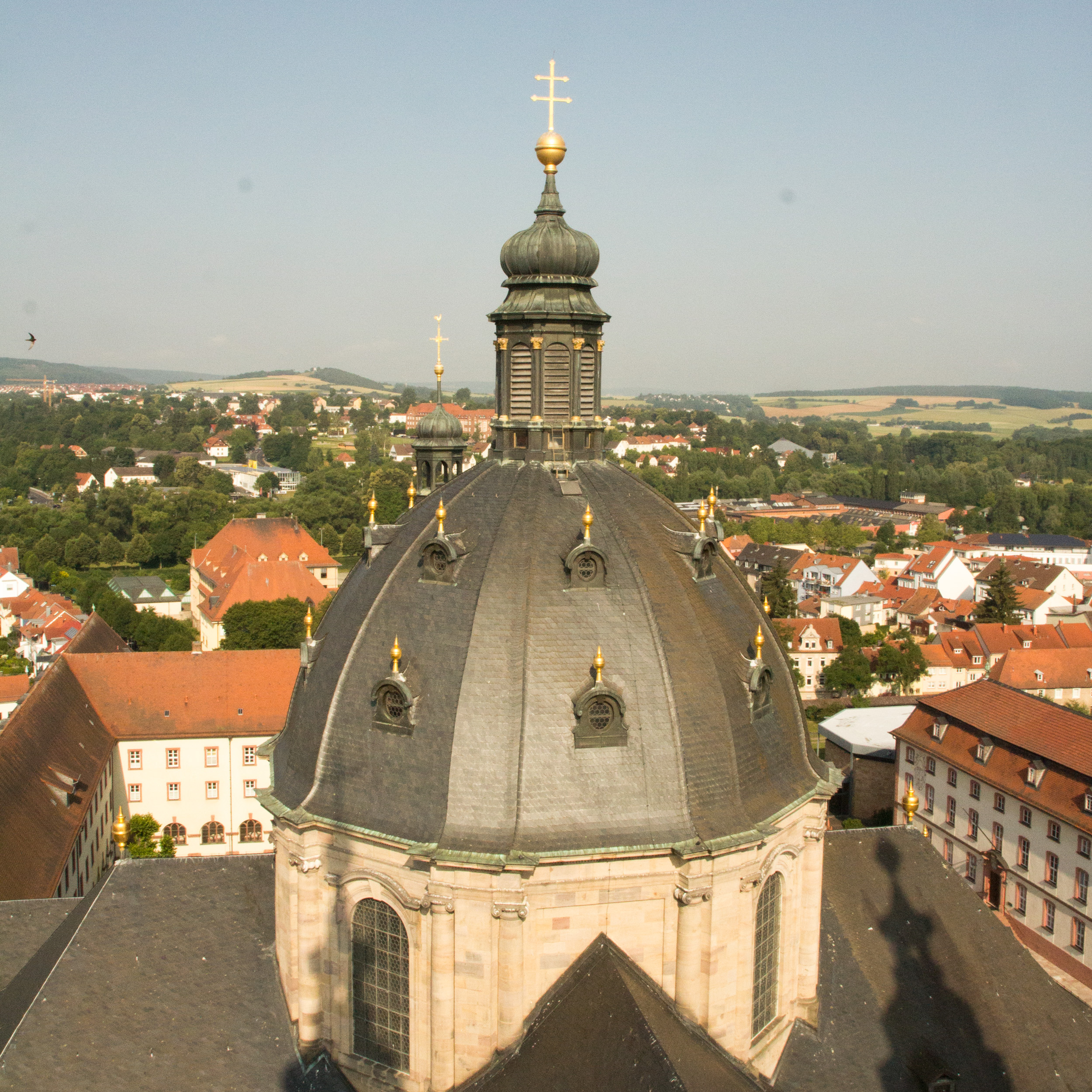
Außenansicht der Kuppel

Inspirieren ließ sich Johann Dientzenhofer bei seinem Kuppelentwurf von der Il Gesù-Kirche in Rom, welche die Mutterkirche des 1534 durch Ignatius von Loyola gegründeten Jesuitenordens ist. Die Kuppel der neuen Abteikirche zu Fulda sollte ebenso wie in der Il Gesù-Kirche zum optischen Mittelpunkt des Gebäudes werden. In den Zwickeln der Kuppelpfeiler sind heute die gut erhaltenen Fresken von Luca Antonio Colomba zu sehen, die die vier Evangelisten darstellen. In den Nischen der Kuppel stehen überlebensgroße Stuckfiguren von Giovanni Battista Artari: direkt vor dem Hochaltar beginnend mit dem Erzengel Michael, dargestellt mit Waage und Schwert, den Teufel zu seinen Füßen.
Ignaz Schwarz schrieb in den „Buchenblättern 1849“ in einem Gedicht die Geschichte dieser Statue:
Dem Meister, der die Wölbung sprengte,

und in der Kuppel hoch im Dom,

gewaltsam ein den Schlussstein zwängte,

erschien erschreckend ein Phantom.
Es sprach: „Für alle Ewigkeiten,

mein kühner Mann! Beschimpft du bleibst,

ich werde Schande dir bereiten,

wenn du nicht dieses unterschreibst“.
Ein Pakt war es, auf Tod und Leben,

der Böse ob des Tempels grollt:

Ein Seelchen müsse sich ihm ergeben,

so nicht die Wölbung weichen sollt!
Doch unbekümmert unter Krachen

Der Meister nimmt die Stütze fort;

Den Teufel hört man höhnisch lachen

An Gott geweihtem heil’gen Ort.
Und im Gebete fromm der Meister

Die letzte Stütze eben hält:

Steht bei mir alle guten Geister,

o Herr, du Schöpfer aller Welt!
So betend sinkt er auf die Knie

die letzte Stütze in der Hand.

Gott segnete des Meisters Mühe,

der Kuppel feste Wölbung stand.
Und durch die Mittelöffnung grimmig

Die man schon schauet in dem Dom,

fuhr, was bezeuget ward einstimmig

hinaus das neidische Phantom.
Gott stets wird diesen Bau erhalten

Mit seiner Kuppel wunderbar,

weil nicht höllische Gestalten,

daran der Teufel tätig war.

Links Erzengel Gabriel mit einem Lilienstengel, rechts Erzengel Raphael mit Weihrauchfass und hinten ein Schutzengel mit einem Kind, das den Weg zum Himmel gezeigt bekommt. In der Kuppellaterne befindet sich abschließend eine Stuckfigur, die den Heiligen Geist als Taube im Strahlenkranz darstellt.

## Ausstattung

### Hochaltar

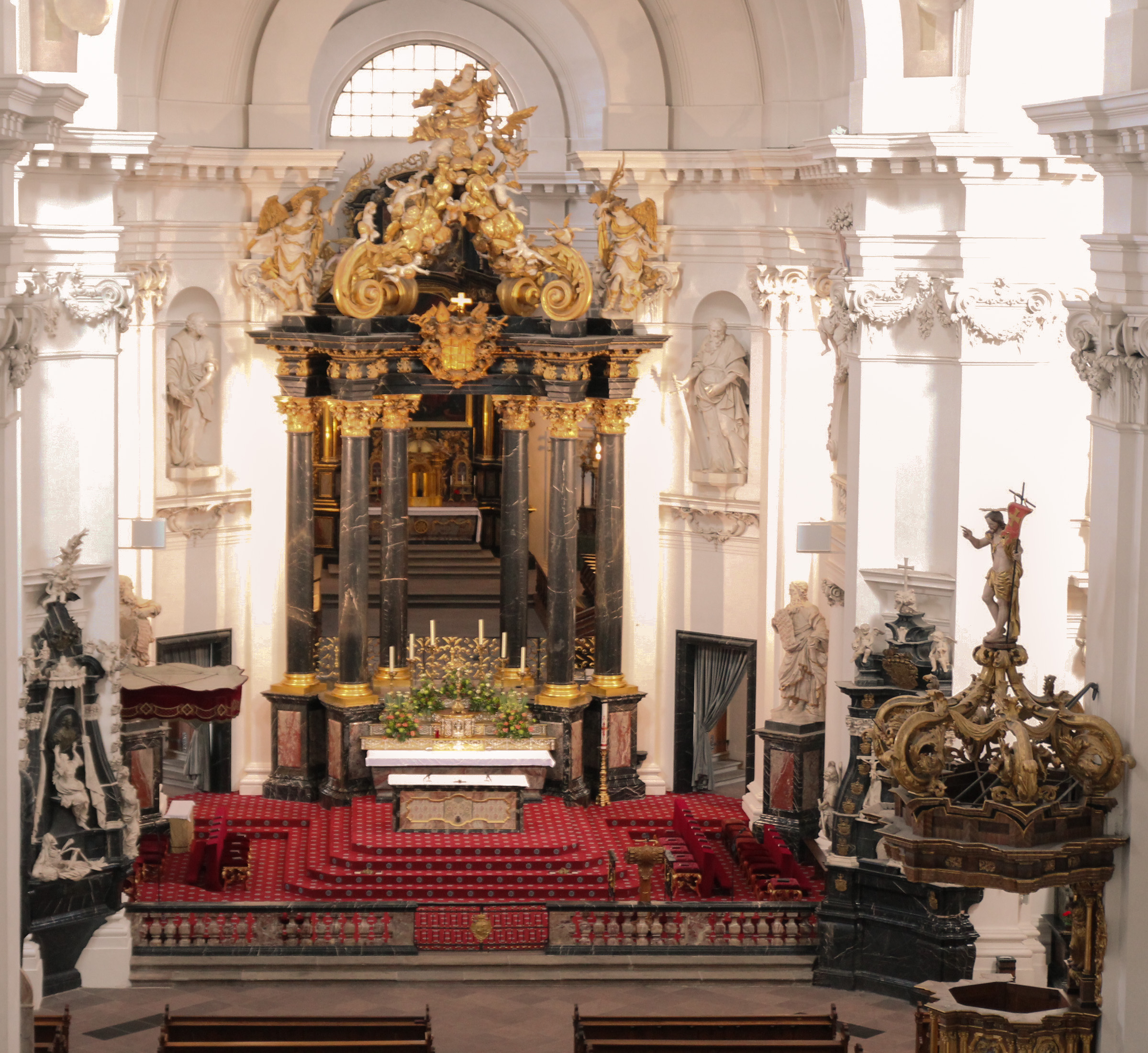
Der Hochaltar aus Marmor ist an Gian Lorenzo Berninis Bronzeziborium im Petersdom und den Hochaltar der Kirche Trinità dei Monti in Rom angelehnt

Der Bildhauer Johann Neudecker und der Stuckateur Giovanni Battista Artari haben gemeinsam das Bildwerk geschaffen. Am 15. August 1712 weihte Fürstabt Adalbert von Schleifras den Hochaltar, der in seiner Form als Baldachin an das Ziborium des Petersdoms und den Altar der Kirche Santa Trinità dei Monti in Rom angelehnt ist. Die schwarzen, marmornen Säulen des Altares enden in goldenen korinthischen Kapitellen und tragen goldene Voluten, die in einer Wolke mit Engeln enden. Diese wird wiederum von einer Marienfigur bekrönt. Hierbei handelt es sich um eine Darstellung der Himmelfahrt Mariens, die an der Decke von einer Dreifaltigkeitsgruppe aus Stuck empfangen wird. Zu besonderen Festtagen findet auf der Mensa des Altares der sogenannte „Silberne Altar“ Platz, der die Schädeldecke des heiligen Bonifatius beherbergt.

### Das goldene Rad
Eine der größten Denkwürdigkeiten in der alten Ratgar-Basilika und dem späteren Barockdom war das sogenannte „Goldene Rad“, ein mittelalterliches Läutewerk, das mehr als 370 Jahre die Gläubigen mit seinem „Sphärenklang“ erfreute, wenn sein liebliches Geläute zu Orgelklang und Volksgesang ertönte. Sicher ist, dass das Goldene Rad unter der Regierung des Abtes Johann I. von Merlau im Jahre 1415 angefertigt wurde. Auf einer kreisrunden Scheibe saßen 14 Strahlen von etwa 2,5 m Länge. Über eine Achse liefen zwei endlose Seile, die es in eine drehende Bewegung versetzten, sodass die insgesamt 350 Glocken und Schellen bei der Drehung dieses Sternes „laut und kräftig“, aber doch angenehm und majestätisch erklangen.
Beim späteren Einbau in den Barockdom im Jahre 1712 waren nur noch 127 Glöckchen angebracht. Das Gewicht des Rades wurde mit zehn Zentnern angegeben. Beim Drehen bot sich dem Betrachter ein großartiger Anblick: Gotische Kreuzblumen und Fischblasenornamente glitzerten golden. Seinen Platz hatte das Rad im östlichen Langschiff der Kuppel.
Im Jahre 1781 riss beim Pfingstgottesdienst ein Tau und das schwere Rad stürzte beim Einzug des Fürstbischofs Heinrich VIII. von Bibra zu Boden. Dabei gab es Tote und Verletzte.
Während das Goldene Rad zwei Jahre lang in einer Hofscheune lag, verschwanden die Glöckchen spurlos, ehe man sich entschieden hatte, ob es wieder aufgehängt werden sollte. Der Hofschmied hatte das Rad zerlegt und zu profanen Zwecken genutzt.

### Orgeln

#### Hauptorgel

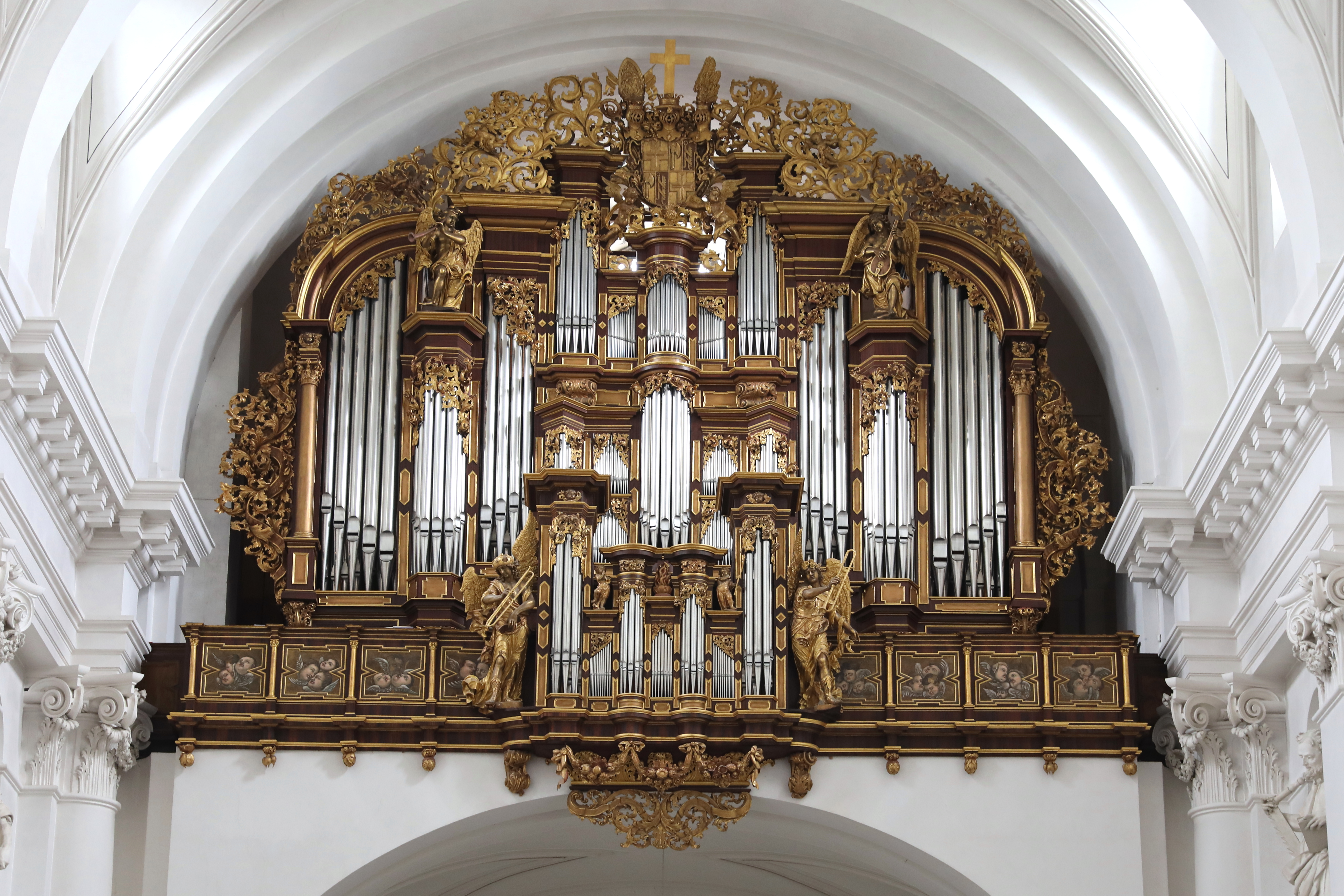
Orgel des Fuldaer Doms

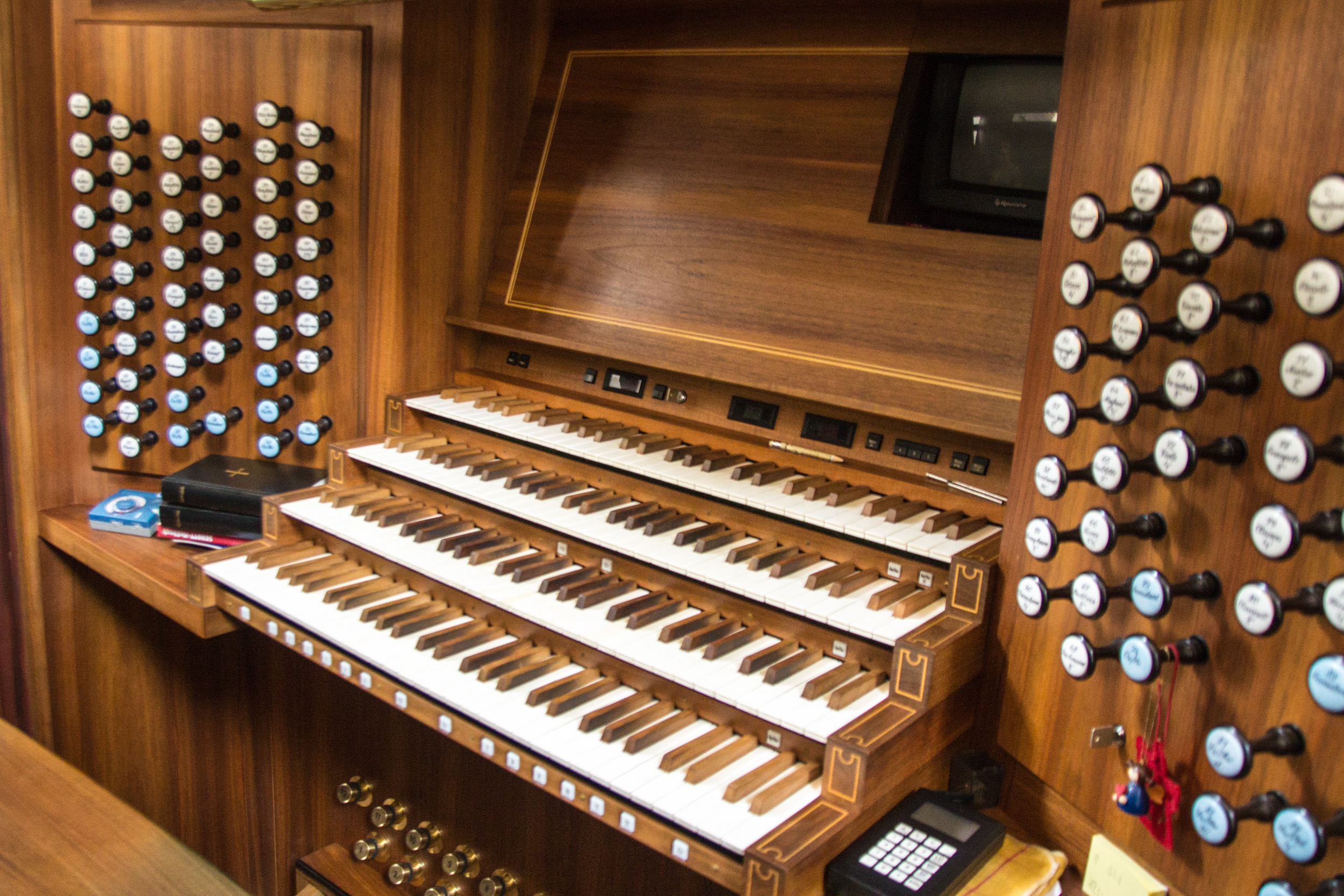
Spieltisch der Hauptorgel

Der Neubau des Fuldaer Doms von Johann Dientzenhofer erhielt in den Jahren 1708 bis 1713 eine neue Orgel, die von dem Franziskaner-Pater Adam Öhninger erbaut wurde. Das Schleifladen-Instrument hatte 41 Register auf drei Manualen und Pedal; der Dispositionsstil zeigt hoch- bzw. spätbarocke Einflüsse. Das Instrument verfügte über keine Koppeln.
In den Jahren 1837 bis 1839 bauten die Orgelbauer Georg Franz Ratzmann und seine Söhne Ludwig und August Ratzmann aus Ohrdruff die Domorgel um. Der Pfeifenumfang wurde nach unten erweitert (C–c4), die Disposition wurde auf 53 Register erweitert; außerdem wurden Koppeln hinzugefügt. Andreas Balthasar Weber und der Kunstschreiner Georg Blank fertigten die Schnitzereien an der Orgel an. Erhalten von diesem Instrument ist lediglich das Orgelgehäuse.
In den Jahren 1876 bis 1877 wurde die Orgel in dem vorhandenen Gehäuse durch den Orgelbauer Wilhelm Sauer neu erbaut. Das neue Orgelwerk hatte 52 Register auf drei Manualwerken und Pedal (mechanische Kegelladen mit Barkerhebeln). Das Instrument wurde im Jahre 1913 mit einem elektrischen Gebläse ausgestattet. 1917 musste ein Teil der Prospektpfeifen zu Rüstungszwecken abgegeben werden. 1933 bis 1934 bauten die Gebrüder Späth (Ennetach) die Orgel um; das Instrument wurde mit elektro-pneumatischen Trakturen ausgestattet, der Manualumfang wurde erweitert, es wurden Sub- und Superoktavkoppeln sowie Registrierhilfen hinzugefügt; außerdem erhielt das Instrument einen neuen Spieltisch. Die Register des Rückpositivs wurden als Schwellwerk im Hauptgehäuse untergebracht; außerdem wurde die Disposition verändert und ein viertes Manualwerk (Bombardewerk) hinzugefügt. 1938 wurde die Disposition durch Alban Späth erneut verändert und im Hochchor ein neuer, fünfmanualiger elektrischer Spieltisch aufgestellt, von dem auch die Chororgel angespielt werden konnte.
Im Zweiten Weltkrieg wurde die Orgelanlage beschädigt, konnte aber bereits 1954 wieder umfassend durch Alban Späth instand gesetzt werden. In den Jahren 1971 bis 1977 wurde das Instrument durch den Orgelbauer Matthias Kreienbrink (Osnabrück) überarbeitet und mit neuen Windladen ausgestattet.
Im Zuge der Gesamtrestaurierung des Doms in den Jahren 1992 bis 1996 wurde das historische Orgelgehäuse restauriert; dabei wurde die alte Farbfassung freigelegt und wieder hergestellt. Die Firma Rieger Orgelbau fertigte 1996 ein neues Orgelwerk, unter Verwendung von 24 Registern der Vorgängerorgel von Wilhelm Sauer. Das heutige Orgelwerk hat 72 Register auf 4 Manualwerken (Hauptwerk, Rückpositiv, Schwellwerk, Oberwerk) und Pedal. Es hat folgende Disposition:
| I Rückpositiv C–a3 |             |        |   |
| 1.                 | Praestant   | 8′     |   |
| 2.                 | Holzgedackt | 8′     |   |
| 3.                 | Quintatön   | 8′     | S |
| 4.                 | Octave      | 4′     | S |
| 5.                 | Rohrflöte   | 4′     | S |
| 6.                 | Quinte      | 2 ⁄3′  |   |
| 7.                 | Superoctave | 2′     |   |
| 8.                 | Terz        | 1 3⁄5′ |   |
| 9.                 | Larigot     | 1 ⁄3′  |   |
| 10.                | Scharff IV  | 1′     |   |
| 11.                | Dulcian     | 16′    |   |
| 12.                | Krummhorn   | 8′     |   |
| 13.                | Trompete    | 8′     |   |
|                    | Tremulant   |        |   |

| II Hauptwerk C–a3 |                   |       |   |
| 14.               | Praestant         | 16′   |   |
| 15.               | Principal         | 8′    | S |
| 16.               | Rohrgedackt       | 8′    |   |
| 17.               | Flûte harmonique  | 8′    | S |
| 18.               | Octave            | 4′    | S |
| 19.               | Spitzflöte        | 4′    |   |
| 20.               | Rauschquinte II   | 2 ⁄3′ | S |
| 21.               | Superoctave       | 2′    |   |
| 22.               | Mixtur major V    | 2′    |   |
| 23.               | Mixtur minor III  | 2⁄3′  |   |
| 24.               | Cornett V (ab g0) | 8′    |   |
| 25.               | Trompete          | 16′   |   |
| 26.               | Trompete          | 8′    |   |
|                   | Tremulant         |       |   |

| III Schwellwerk C–a3 |                    |        |   |
| 27.                  | Bordun             | 16′    | S |
| 28.                  | Principal          | 8′     | S |
| 29.                  | Rohrflöte          | 8′     | S |
| 30.                  | Salicional         | 8′     | S |
| 31.                  | Gamba              | 8′     | S |
| 32.                  | Vox coelestis      | 8′     |   |
| 33.                  | Octave             | 4′     |   |
| 34.                  | Flûte traversière  | 4′     | S |
| 35.                  | Viola              | 4′     |   |
| 36.                  | Nassard            | 2 ⁄3′  | S |
| 37.                  | Doublette          | 2′     |   |
| 38.                  | Tierce             | 1 3⁄5′ |   |
| 39.                  | Plein Jeu V        | 2′     |   |
| 40.                  | Progressio IV–VI   | 2 ⁄3′  | S |
| 41.                  | Bombarde           | 16′    | S |
| 42.                  | Trompette harm.    | 8′     |   |
| 43.                  | Hautbois           | 8′     |   |
| 44.                  | Clairon harmonique | 4′     |   |
| 45.                  | Voix humaine       | 8′     |   |
|                      | Tremulant          |        |   |

| IV Oberwerk C–a3 |                    |    |   |
| 46.              | Gedackt            | 8′ | S |
| 47.              | Gemshorn           | 8′ | S |
| 48.              | Praestant          | 4′ |   |
| 49.              | Fernflöte          | 4′ | S |
| 50.              | Piccolo            | 2′ |   |
| 51.              | Sifflöte           | 1′ |   |
| 52.              | Mixtur III         | 2′ |   |
| 53.              | Kornett IV (ab g0) | 4′ | S |
| 54.              | Clarinette         | 8′ | S |
| 55.              | Trompete           | 8′ |   |
| 56.              | Clairon            | 4′ |   |
|                  | Tremulant          |    |   |

| Pedal C–g1 |                   |       |   |
| 57.        | Untersatz         | 32′   |   |
| 58.        | Praestant         | 16′   |   |
| 59.        | Subbass           | 16′   |   |
| 60.        | Violon            | 16′   |   |
| 61.        | Octave            | 8′    |   |
| 62.        | Flûte             | 8′    |   |
| 63.        | Cello             | 8′    |   |
| 64.        | Octavbass         | 4′    | S |
| 65.        | Flûte             | 4′    |   |
| 66.        | Flûte traversière | 2′    | S |
| 67.        | Hintersatz IV     | 2 ⁄3′ |   |
| 68.        | Kontraposaune     | 32′   |   |
| 69.        | Posaune           | 16′   |   |
| 70.        | Fagott            | 16′   |   |
| 71.        | Trompete          | 8′    |   |
| 72.        | Clairon           | 4′    | S |

- Koppeln
  - Normalkoppeln: mechanisch: I/II, III/II, IV/II, III/I, IV/I, IV/III, I/P, II/P, III/P, IV/P; elektrisch: III/II, IV/II
  - Suboktavkoppel (elektrisch): III/II
  - Superoktavkoppeln (elektrisch): I/P, III/P
- Effektregister: Röhrenglocken
- Spielhilfen: Setzeranlage/Remocard, 32 × 12 Kombinationen, A, B, C frei programmierbar, Walze
- Stimmtonhöhe: a1 = 439 Hz bei 14 °C
- Anmerkung

S = Altes Register aus Vorgängerorgel (Wilhelm Sauer)
Praestant 16´ HW C–G Holz, ab Gis im Prospekt

#### Hochchororgel
In der Kirche befindet sich eine Hochchororgel der Firma Kreienbrink aus dem Jahr 1981. Der Prospekt des Instruments entstand im Zeitraum 1713 bis 1720 in der Werkstatt von Johannes Hoffmann und wurde im Jahr 2002 restauriert. Die Schnitzarbeiten stammen von Andreas Balthasar Weber.
Das Instrument verfügt über 27 Register auf zwei Manualen und Pedal. Das rein elektrische Schleifladeninstrument hat folgende Disposition:
| I Hauptwerk C–a3 |                 |       |
| 1.               | Prinzipal       | 8′    |
| 2.               | Spitzgedackt    | 8′    |
| 3.               | Oktave          | 4′    |
| 4.               | Koppelflöte     | 4′    |
| 5.               | Schwiegel       | 2′    |
| 6.               | Rauschpfeife II |       |
| 7.               | Mixtur IV-VI    | 1 ⁄3′ |
| 8.               | Trompete        | 8′    |
|                  | Zymbelstern     |       |

| II Schwellwerk C–a3 |                       |       |
| 9.                  | Rohrgedackt           | 8′    |
| 10.                 | Weidenpfeife          | 8′    |
| 11.                 | Prinzipal             | 4′    |
| 12.                 | Schweizerpfeife       | 4′    |
| 13.                 | Rohrnasard            | 2 ⁄3′ |
| 14.                 | Waldflöte             | 2′    |
| 15.                 | Oktave                | 1′    |
| 16.                 | Obertonkornett III-VI |       |
| 17.                 | Scharff IV            | 2⁄3′  |
| 18.                 | Dulcian               | 16′   |
| 19.                 | Rohrschalmey          | 8′    |
|                     | Tremulant             |       |

| Pedal C–f1 |               |       |
| 20.        | Subbass       | 16′   |
| 21.        | Offenbass     | 8′    |
| 22.        | Gedacktbass   | 8′    |
| 23.        | Flachflöte    | 4′    |
| 24.        | Bauernpfeife  | 2′    |
| 25.        | Hintersatz IV | 2 ⁄3′ |
| 26.        | Posaune       | 16′   |
| 27.        | Englisch Horn | 4′    |

- Koppeln: II/I, I/P, II/P
- Anmerkungen

1. 1 2  
Nicht schwellbar

#### Chorbegleitorgel

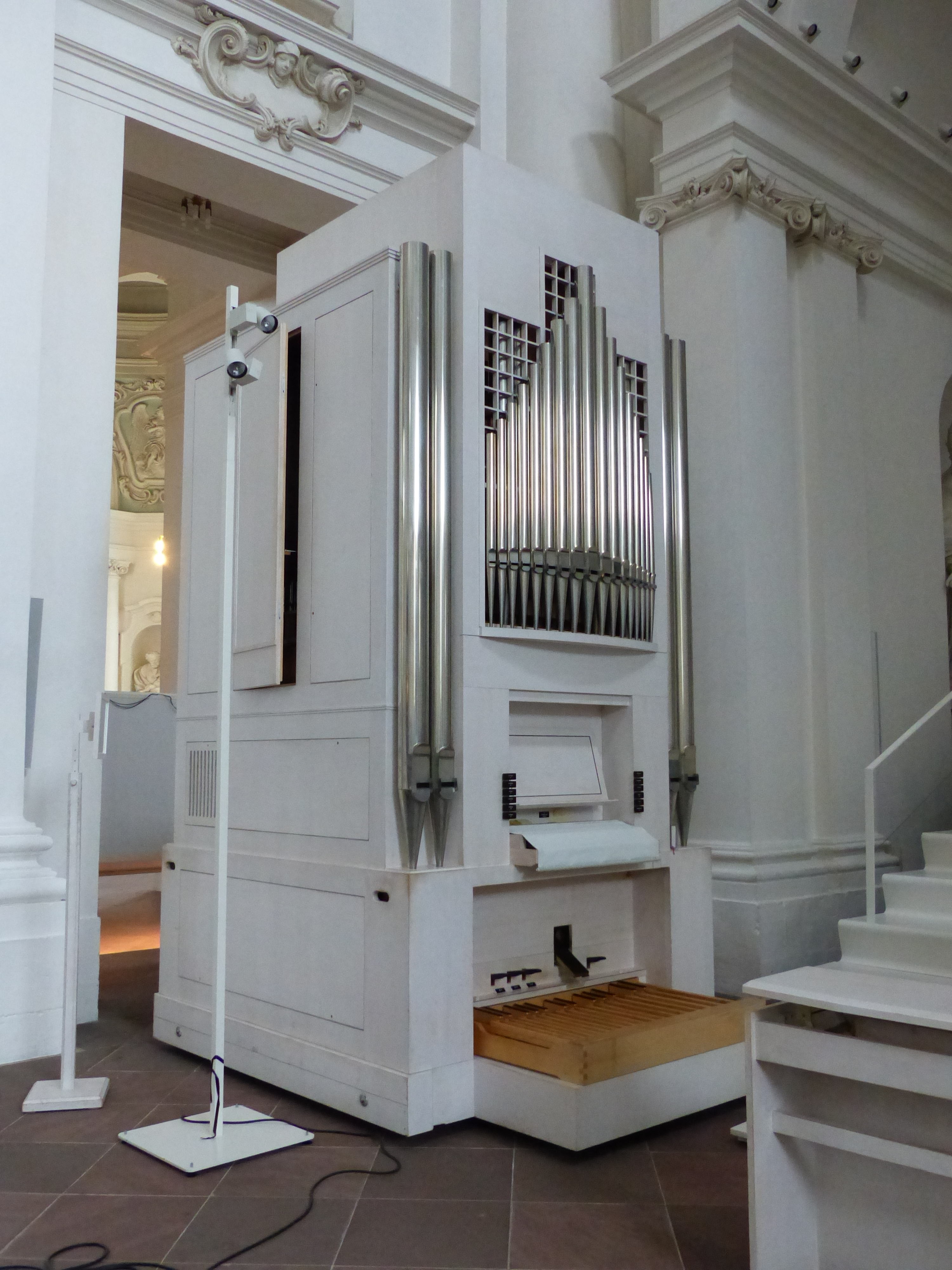
Chorbegleitorgel

Weiterhin befindet sich im Dom eine kleine Begleitorgel für den Chor, welche 1997 durch die Firma Thomas Jann Orgelbau erbaut wurde. Das Instrument besitzt 12 Register auf zwei Manualen und Pedal. Das rein mechanische Schleifladeninstrument hat folgende Disposition:
| I Hauptwerk C–g3 |           |    |
| 1.               | Principal | 8′ |
| 2.               | Holzflöte | 8′ |
| 3.               | Octave    | 4′ |
| 4.               | Rohrflöte | 4′ |

| II Schwellwerk C–g3 |                          |       |
| 5.                  | Holzgedackt              | 8′    |
| 6.                  | Salicional               | 8′    |
| 7.                  | Gemshorn                 | 4′    |
| 8.                  | Quinte                   | 2 ⁄3′ |
| 9.                  | Octave (vorab aus Nr.10) | 2′    |
| 10.                 | Mixtur II-III            | 2′    |
| 11.                 | Krummhorn                | 8′    |
|                     | Tremulant                |       |

| Pedal C–f1 |          |     |
| 12.        | Subbass  | 16′ |
| 13.        | Flötbass | 8′  |

- Koppeln: II/I, I/P, II/P

#### Orgel in der Marienkapelle
In der Marienkapelle befindet sich seit 1959 eine elektrische Kegelladenorgel der Firma Kreienbrink mit 10 Registern auf zwei Manualen und Pedal.
| I Hauptwerk |           |       |
| 1.          | Rohrflöte | 8′    |
| 2.          | Prinzipal | 4′    |
| 3.          | Mixtur IV | 1 ⁄3′ |

| II Oberwerk |                 |    |
| 4.          | Singend Gedackt | 8′ |
| 5.          | Spitzgemshorn   | 4′ |
| 6.          | Oktävlein       | 2′ |
| 7.          | Sesquialter II  |    |

| Pedal |                       |     |
| 8.    | Untersatz             | 16′ |
| 9.    | Gedacktbass (= Nr. 4) | 8′  |
| 10.   | Pommer (= Nr. 1)      | 8′  |

- Koppeln: II/I, I/P, II/P
- Spielhilfen: zwei freie Kombinationen, Tutti

In der Krypta des Domes befindet sich ein Positiv ebenfalls von Kreienbrink.
In manchen Monaten finden samstags um 12:05 Uhr die Orgelmatineen statt, zumeist gespielt von international tätigen Organisten, manchmal auch von den Regionalkantoren des Bistums. Auch finden Orgelkonzerte statt, oft von Domorganist Hans-Jürgen Kaiser gespielt (beispielsweise 2008: La nativité de seigneur (O. Messiaen)).

### Glocken
Der Dom verfügt über zehn Kirchenglocken, die auf die beiden Domtürme verteilt sind; Glocken 1–3 hängen im Nordturm (rechter Turm) und Glocken 4–10 sind im Südturm (linker Turm) aufgehängt.
Die insgesamt 4 Glockenstuben sind auf zwei Glockenstuhlebenen je Turm unterteilt. Die genaue Verteilung der Glocken ist in unteren Tabelle beschrieben.
Die von Antonius Paris im Jahre 1648 gegossene Osanna wurde beim Brand des Nordturmes von 1905 zerstört. 1908 goss Carl Edelbrock ihre Nachfolgerin (gis0+1) mit 5526 kg hinzu. Die 1953 gegossene 5526 kg schwere Osanna, in der oberen Glockenstuhlebene des Nordturmes hängend, soll zu den besten Gussleistungen des Friedrich Wilhelm Schilling zählen, da sie nach dem Guss nicht nachgestimmt werden musste.
Die Salvatorglocke ist die einzige noch erhaltene Glocke des 1897 von Carl & Rudolf Edelbrock gegossenen Geläutes, das in der Schlagtonfolge h0–cis1–dis1–e1–fis1–gis1–a1–h1–fis2 erklang, wobei die fünf kleineren Glocken im Dachreiter hingen.
Die Marien-Glocke wurde 1950 von der Glockengießerei Otto aus Bremen-Hemelingen gegossen, die vor und nach dem Weltkrieg eine Vielzahl von Glocken für Fulda und das Fuldaer Umland gegossen hat.
Die Sturmius- und Liobaglocke sind ein „Umguss“ zweier Glocken von 1897, die tonlich nicht zur Osanna gepasst hätten. 1994 goss die Karlsruher Glocken- und Kunstgießerei fünf Glocken (Pfarrgeläut) als Ersatz für die ehemaligen Dachreiterglocken; die fünf größeren Glocken werden zusammen als Kathedralgeläut bezeichnet.
Das Gesamtgeläut gewinnt seinen unverwechselbaren Charakter durch die beiden Halbtonschritte dis'+1–e'+2 und gis'+1–a'+2 und die dadurch entstandene verminderte Quint dis'+1–a'+2.
| Nr. | Name       | Gussjahr | Gießer, Gussort                         | Durchmesser (mm) | Gewicht (kg) | Nominal (16tel) | Turm / Glockenstuhl         |
| 1   | Osanna     | 1953     | Friedrich Wilhelm Schilling, Heidelberg | 2030             | 5850         | gis0 +1         | Nord / Oberer Glockenstuhl  |
| 2   | Salvator   | 1897     | Carl & Rudolf Edelbrock, Gescher        | 1690             | 2935         | h0 -5           | Nord / Unterer Glockenstuhl |
| 3   | Maria      | 1950     | Karl Otto, Bremen-Hemelingen            | 1530             | 2500         | cis′            | Nord / Unterer Glockenstuhl |
| 4   | Sturmius   | 1953     | Friedrich Wilhelm Schilling, Heidelberg | 1270             | 1300         | dis′ +1         | Süd / Unterer Glockenstuhl  |
| 5   | Lioba      | 1953     | Friedrich Wilhelm Schilling, Heidelberg | 1270             | 1100         | e′ +2           | Süd / Unterer Glockenstuhl  |
| 6   | Simplicius | 1994     | Karlsruher Glocken- und Kunstgießerei   | 1069             | 821          | fis′ +1         | Süd / Oberer Glockenstuhl   |
| 7   | Josef      | 1994     | Karlsruher Glocken- und Kunstgießerei   | 946              | 556          | gis′ +1         | Süd / Oberer Glockenstuhl   |
| 8   | Michael    | 1994     | Karlsruher Glocken- und Kunstgießerei   | 885              | 484          | a′ +2           | Süd / Oberer Glockenstuhl   |
| 9   | Elisabeth  | 1994     | Karlsruher Glocken- und Kunstgießerei   | 783              | 319          | h′ +2           | Süd / Oberer Glockenstuhl   |
| 10  | Gabriel    | 1994     | Karlsruher Glocken- und Kunstgießerei   | 723              | 268          | cis″ +2         | Süd / Oberer Glockenstuhl   |

Die differenzierte Läuteordnung unterscheidet die musikalisch verschiedenen Geläutekombinationen nach Festgrad, Kirchenjahreszeit und Zelebranten. Je festlicher der Anlass, desto mehr und größere Glocken werden zusammen geläutet. Dabei gibt es jeweils ein Vorläuten mit der jeweiligen Grundglocke. Die große Osanna erklingt außer zum Angelusläuten nur bei Pontifikalämtern und alleine dreimal für jeweils eine Minute beim Tod des Papstes oder Diözesanbischofs. Das Vollgeläut aller zehn Domglocken ist für Ostern, Pfingsten, Weihnachten, Mariä Himmelfahrt, Fronleichnam, das Bonifatiusfest und zum Jahreswechsel an Neujahr vorgesehen. Unter der Woche erklingt zum Angelusgebet (06:45, 12:00, 17:00/18:00/19:00 Uhr je nach Sonnenuntergang) zunächst die Osanna mit dreimal drei Schlägen, worauf die Marienglocke für eine Minute nachläutet. Abends schließt sich an das Angelusläuten die Michaelsglocke zum Gedächtnis an die Verstorbenen an. Freitags um 11:00 und um 15:00 Uhr erinnert die Salvatorglocke an das Leiden und die Todesstunde Christi. Im Gottesdienst übernehmen bestimmte Glocken liturgische Ämter: Zur Wandlung in der Hl. Messe an Sonn- und Feiertagen läutet die Liobaglocke und zum Evangelium die Salvatorglocke. Zusätzlich übernehmen ebendiese Glocken den Uhrschlag.

Domglocken Fulda mit Beschriftungen
Nr. 1 Osanna von unten – Domglocke Fulda – Glockenstuhl Nordturm oben
Nr. 1 Osanna seitlich – Domglocke Fulda – Glockenstuhl Nordturm oben
Nr. 2 – Salvator + Nr. 3 – Maria – Domglocken Fulda – Glockenstuhl Nordturm unten
Nr. 3 Maria – Domglocke Fulda – Glockenstuhl Nordturm unten
Nr. 4 – Sturmius + Nr. 5 – Lioba – Domglocken Fulda – Glockenstuhl Südturm unten
Nr. 4 – Sturmius + Nr. 5 – Lioba – oben – Domglocken Fulda – Glockenstuhl Südturm unten
Nr. 6 – Simplicius + Nr. 7 – Josef + Nr. 8 – Michael + Nr. 9 – Elisabeth + Nr. 10 Gabriel – Domglocken Fulda – Glockenstuhl Südturm oben
Nr. 7 – Josef + Nr. 9 – Elisabeth + Nr. 10 – Gabriel – Domglocken Fulda – Glockenstuhl Südturm oben
Nr. 8 – Michael + Nr. 9 – Elisabeth + Nr. 10 – Gabriel – Domglocken Fulda – Glockenstuhl Südturm oben

Domglocken Fulda ohne Beschriftungen
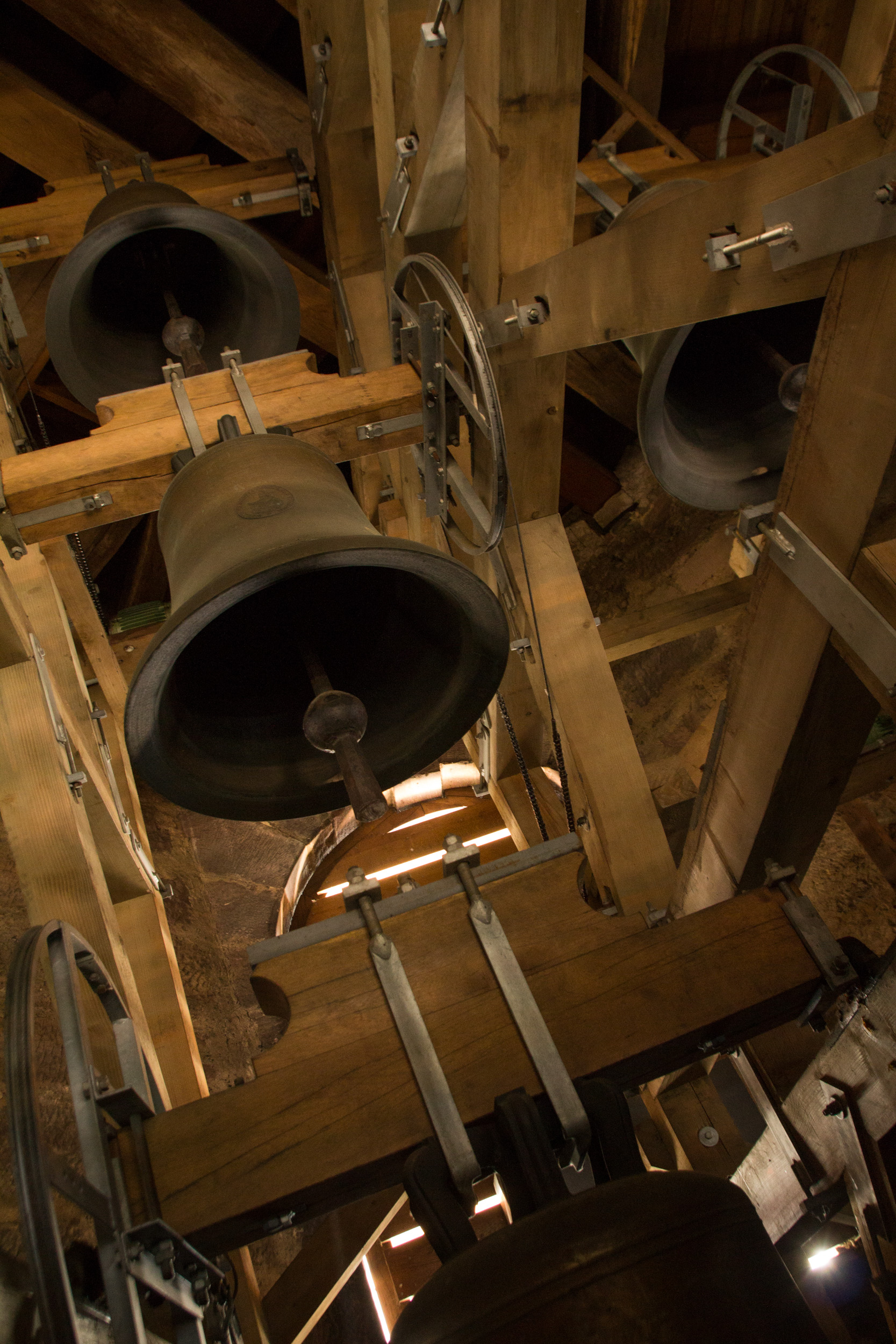
Glockenstuhl im Südturm
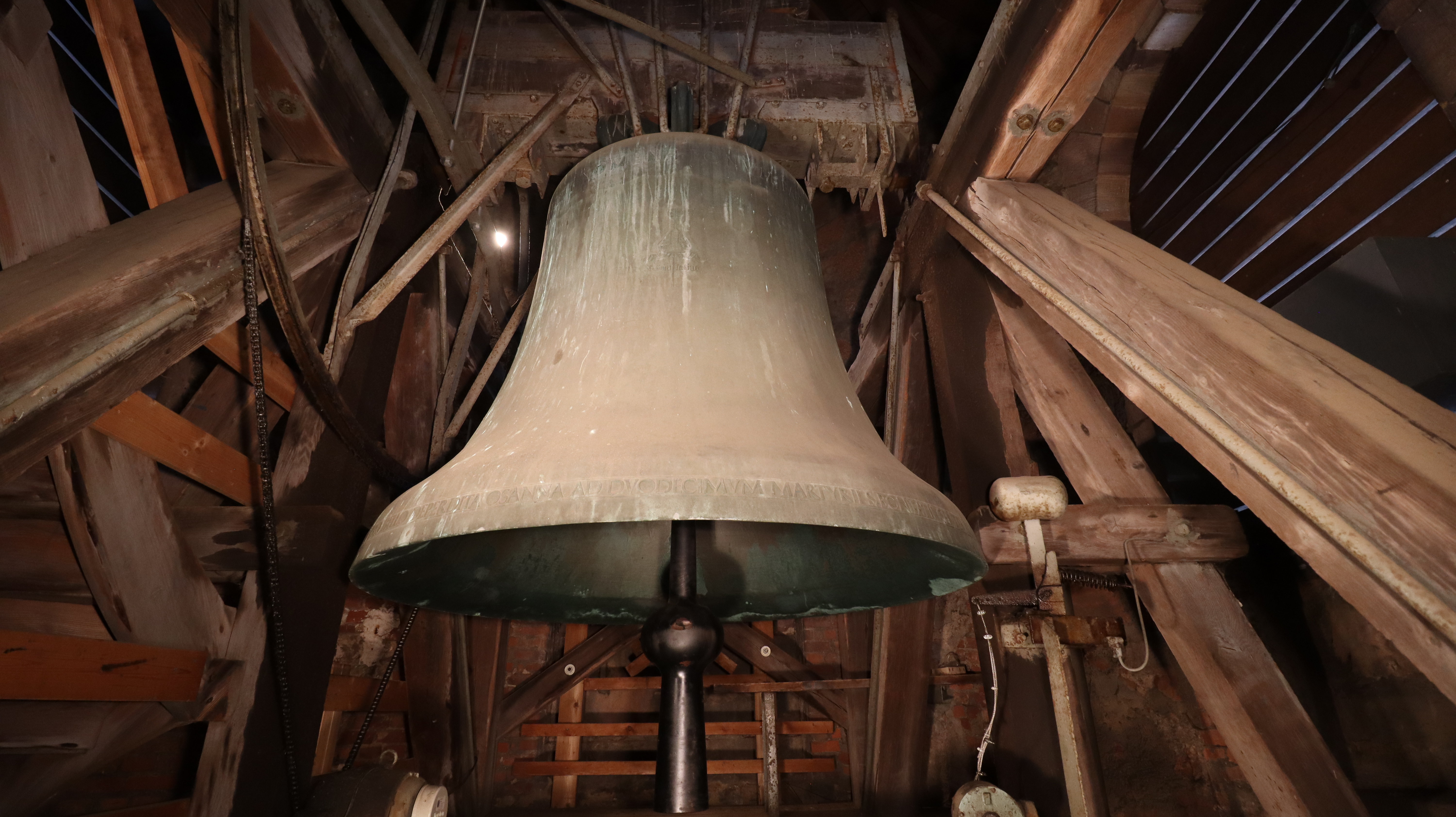
Große Domglocke Osanna
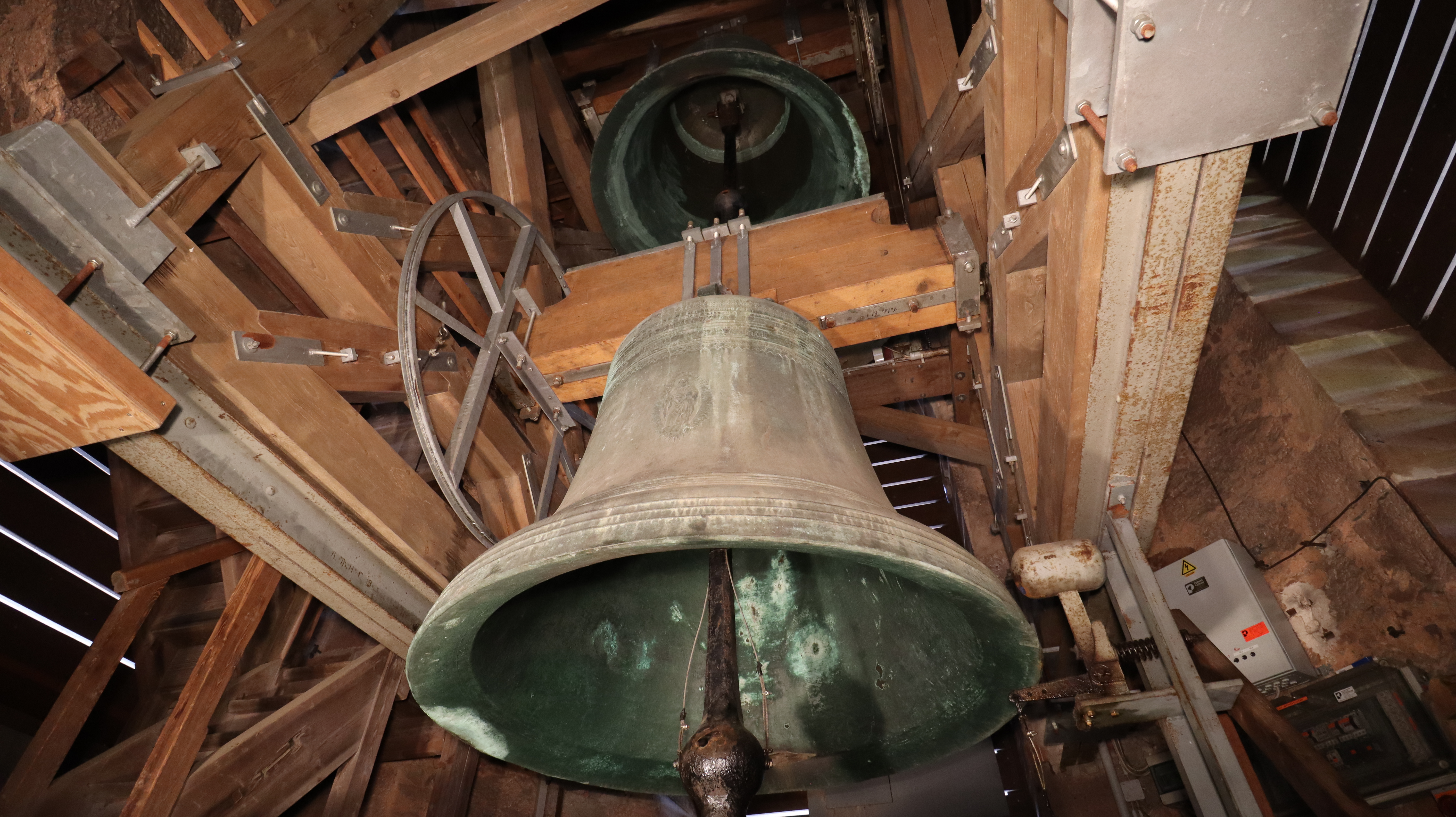
Salvator und Maria
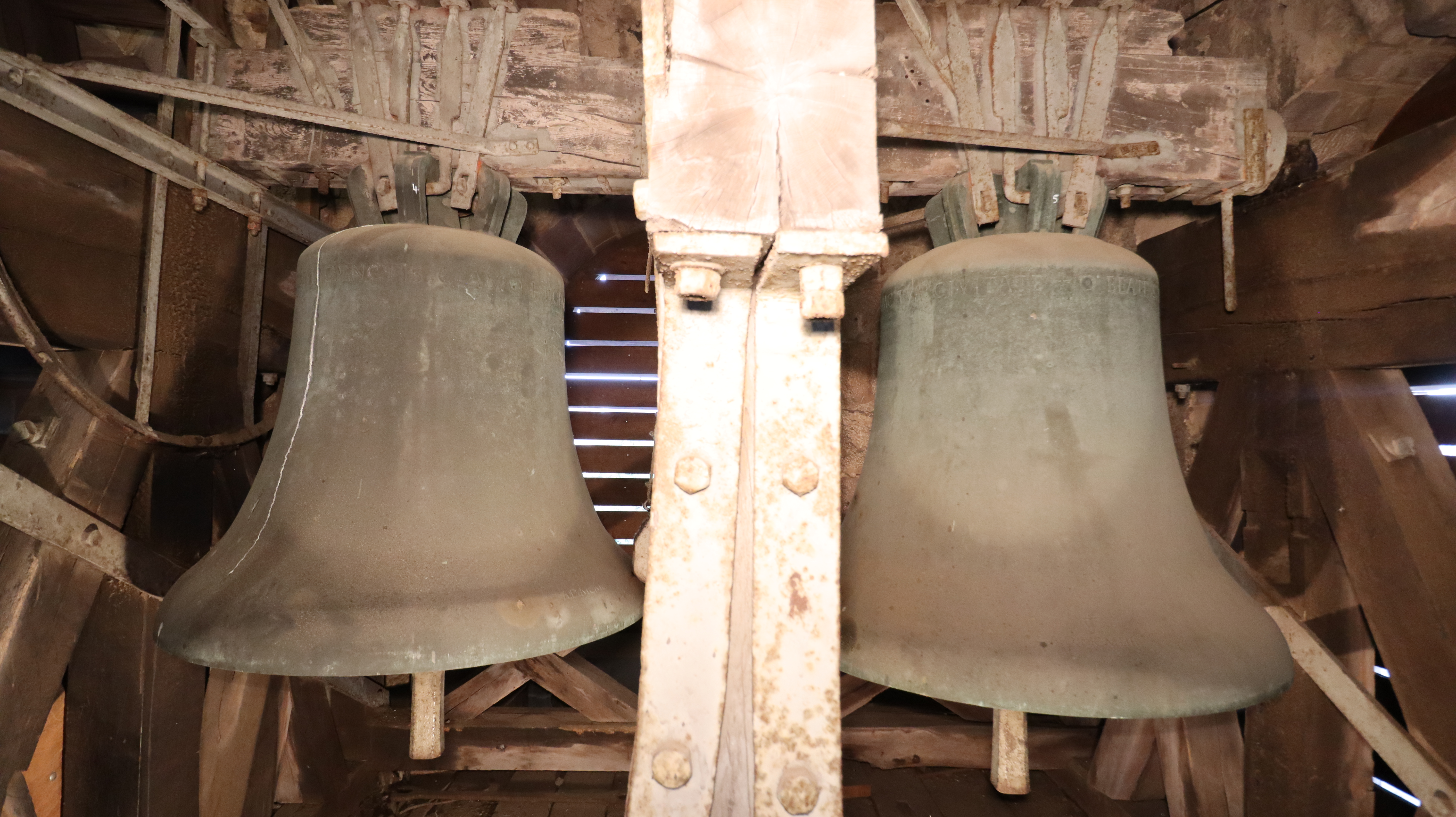
Sturmius und Lioba
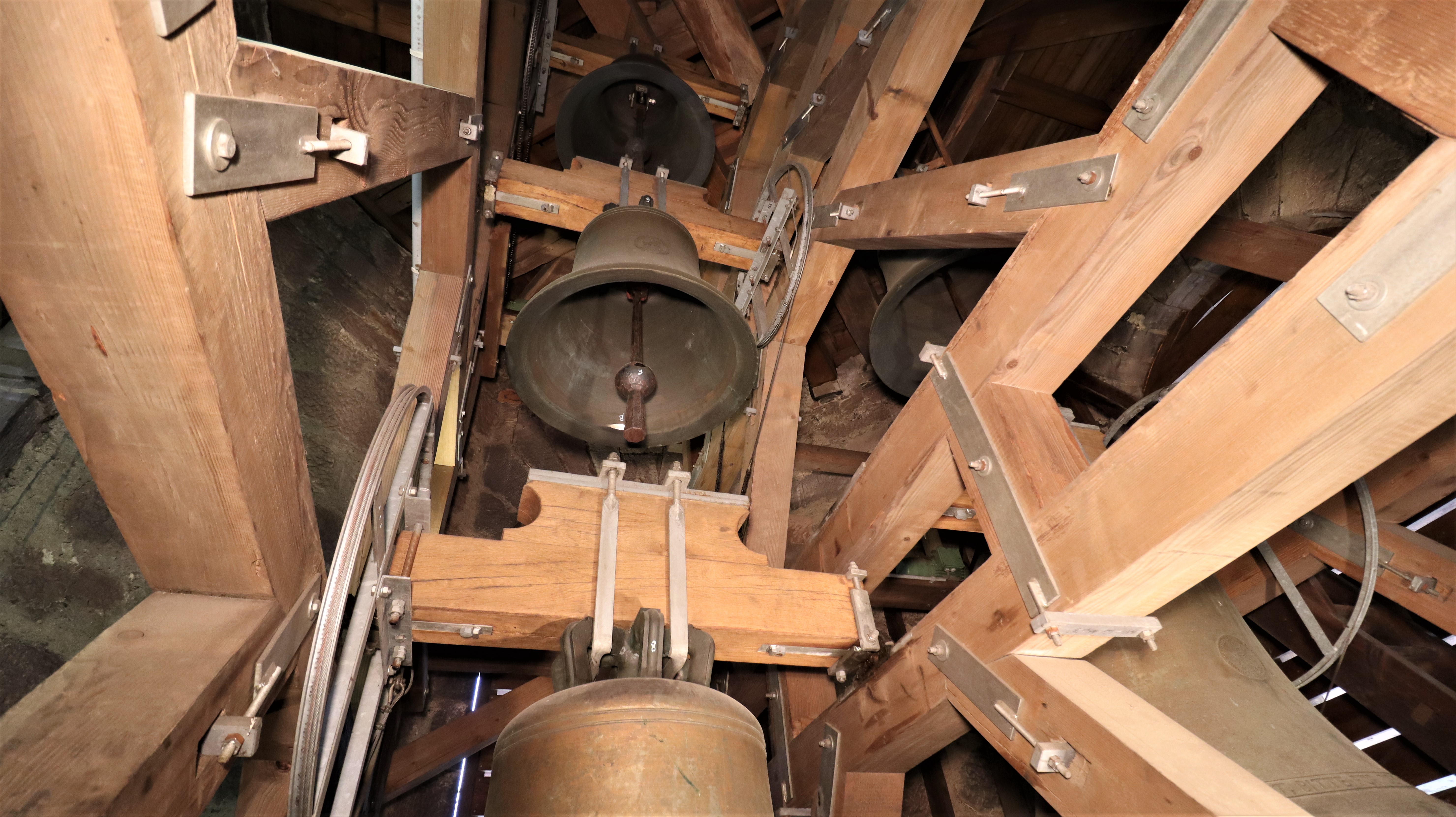
Das Pfarrgeläute

### Krypta

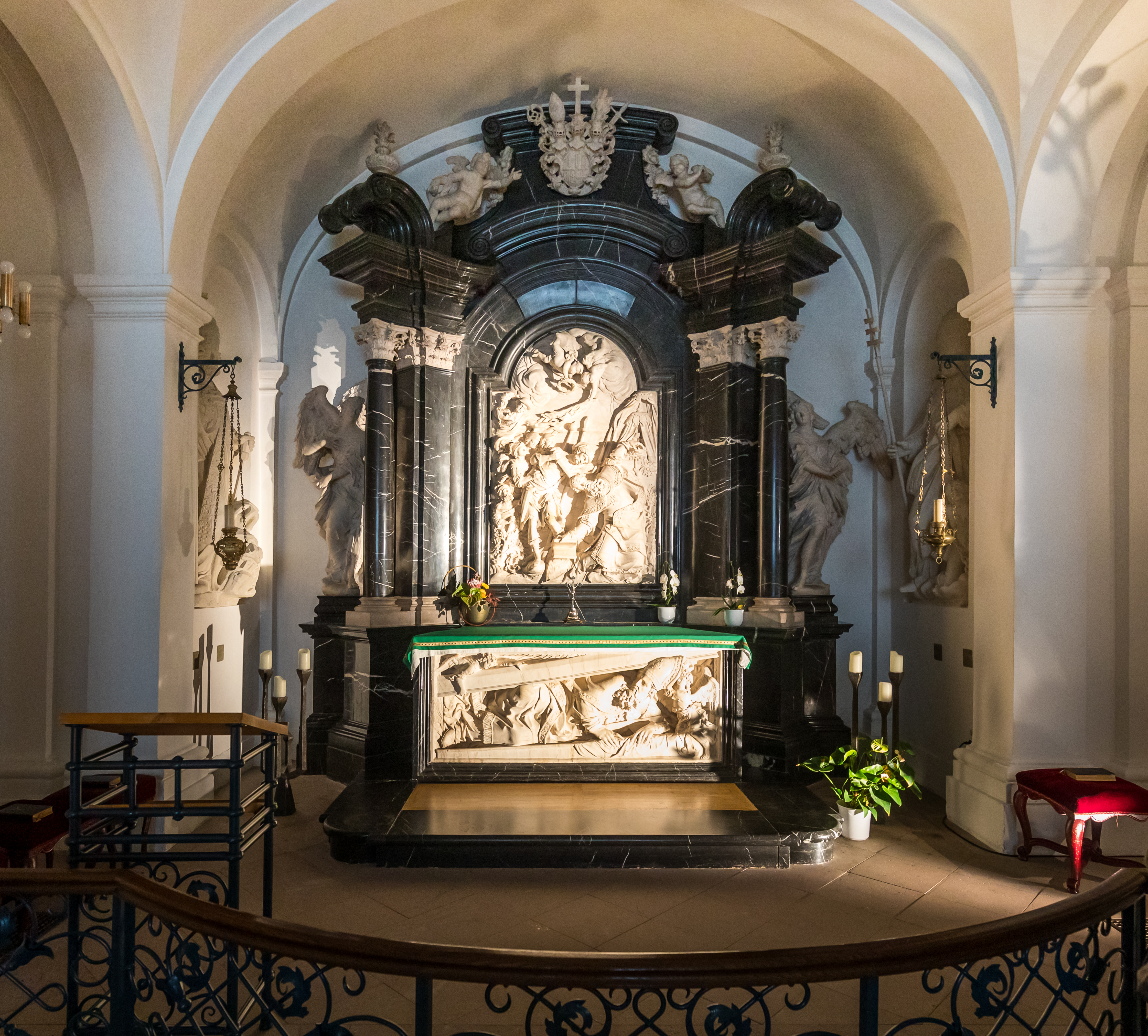
Das Grab des heiligen Bonifatius

Die Bonifatiuskapelle, eine Krypta und Überrest der Ratgarbasilika, ist Ziel der jährlichen Bonifatiuswallfahrt. Dort ruhen in einem reichverzierten Sarkophag die Gebeine des heiligen Bonifatius, des Apostels der Deutschen. Der Sarkophag ist mit einem Reliefbild und einem Antependium von Johann Neudecker versehen, das Altarkreuz ist ein Werk der Fuldaer Künstlerin Lioba Munz OSB. Papst Johannes Paul II. betete im November 1980 bei seinem Besuch in Fulda am Grab des heiligen Bonifatius und erinnerte in seiner Predigt an Bonifatius als den „Anfang“ des Evangeliums in Deutschland. Das Glasfenster aus dem Jahr 1994 stammt von dem Soester Künstler Jochem Poensgen.

### Marienkapelle
Eine Seitenkapelle des Fuldaer Doms ist die Marienkapelle.

## Umgebung des Doms

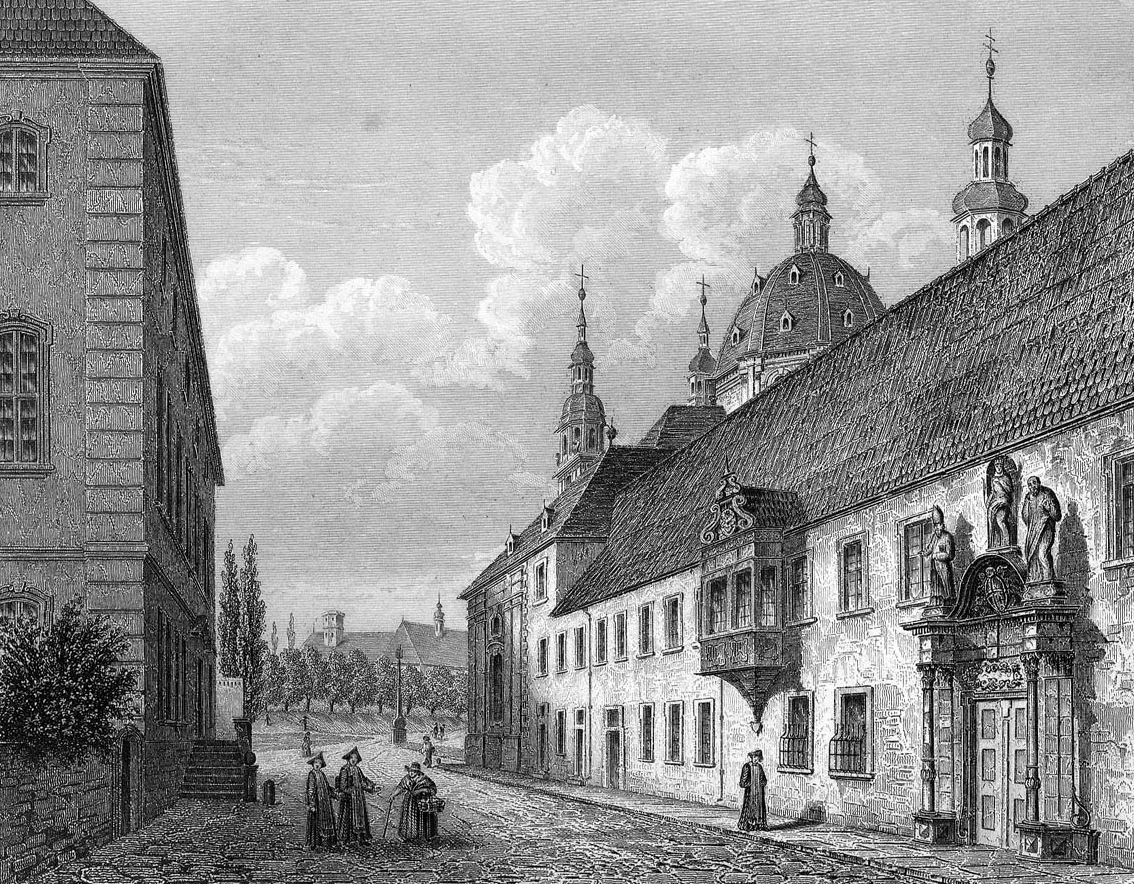
Ansicht von Priesterseminar und Bibliothek in Fulda, 1850

Nördlich des Doms auf dem Michaelsberg stehen die Propstei St. Michael, seit 1831 die Wohnung des Bischofs, und die karolingische Michaelskirche. Dahinter schließen sich Gebäude des bischöflichen Generalvikariats an. In Richtung Frauenberg liegt hinter dem Paulustor unweit der alte dompfarrliche Friedhof. Am 13. November 1628 wurde dieser Kirchhoff bey Frauwenberg eingeweiht.

### Konventsgebäude

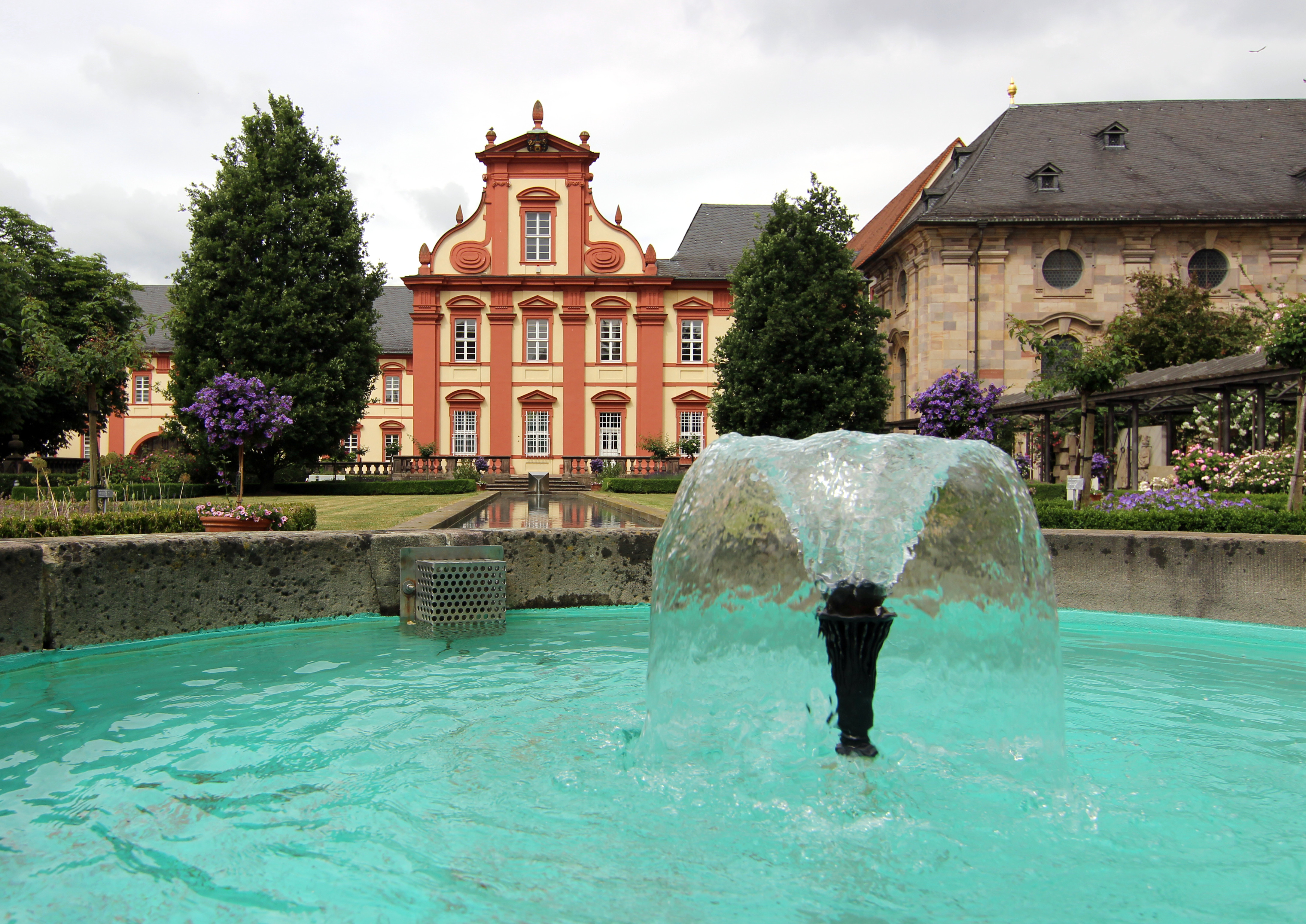
Dechaneigebäude

Im Westen schließt sich das barocke Konventsgebäude des ehemaligen Benediktinerklosters (erbaut 1771 bis 1778) an, in dem seit 1803 das Priesterseminar Fulda untergebracht ist. In unmittelbarer Nähe befindet sich die moderne Kapelle des Priesterseminars, die in den Jahren 1966 bis 1968 von dem Architekten Sep Ruf erbaut wurde. Nördlich des Priesterseminars befindet sich die Theologische Fakultät Fulda. Im Süden des Klosters schließt sich die Dechanei und der Domdechaneigarten in dem heute ein Lapidarium eingerichtet wurde. In einem Bereich des Dechaneigebäudes befindet sich heute das Dommuseum.

### Dommuseum
Das angrenzende Dommuseum enthält eine Anzahl von liturgischen Gewändern und Gefäßen, unter anderem den silbernen Altar, einen Altaraufsatz aus dem 18. Jahrhundert. Dieser umschließt das Reliquiar mit dem Haupt des heiligen Bonifatius, den Dolch, mit dem er ermordet wurde, und Reliquien weiterer Fuldaer Bistumsheiliger.

### Domplatz
An der Ostseite schließt an der Hauptfassade der Domplatz an, der gen Osten zur Pauluspromenade leicht ansteigt. Im Sommer finden regelmäßig große Open-Air-Konzerte statt, zum Teil mit internationalen Weltstars. Auf dem Domplatz haben beispielsweise schon: Sting,
Howard Carpendale, Zuccero, Amy Macdonald, Joe Cocker, José Carreras, Katie Melua, The Hooters, Nena und Chris de Burgh, Pur Konzerte gegeben.
Auf der gegenüberliegenden Seite liegen der Schlossgarten Fulda und das Fuldaer Stadtschloss.

## Bestattete im Dom

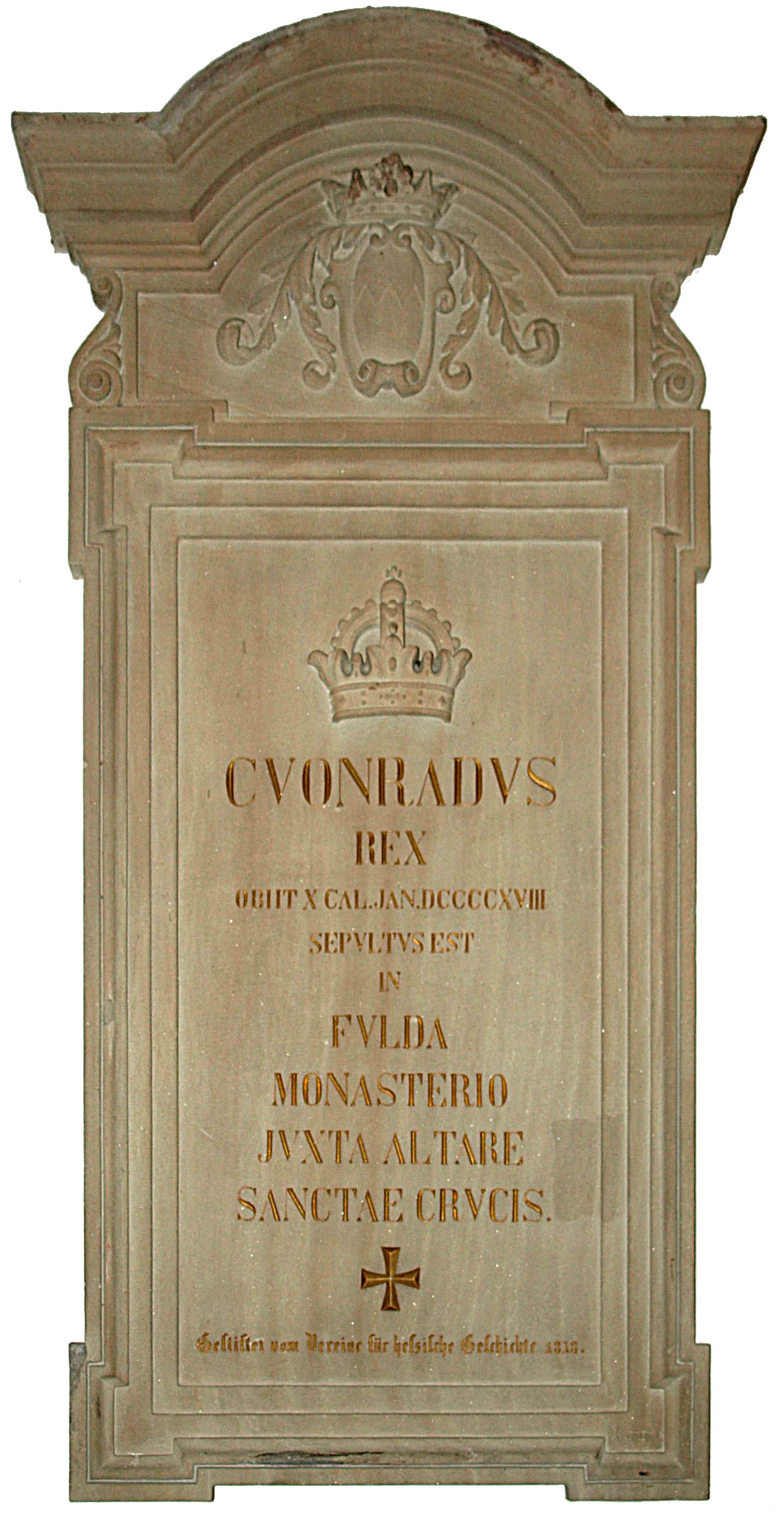
Gedenkplatte an König Konrad I. (881–918)

In der Krypta des Doms ist der heilige Bonifatius bestattet, der Apostel der Deutschen und Auftraggeber der Klostergründung in Fulda. Sein Grab wird von vielen Pilgern aufgesucht, besonders zur Bonifatiuswallfahrt.
Auch sein Schüler, der heilige Sturmius, der das Kloster Fulda gründete und erster Abt wurde, ist im Dom beigesetzt.
Ebenso sind König Konrad I. und Landgräfin Anna von Hessen und viele der Fürstäbte, Fürstbischöfe und Bischöfe von Fulda im Dom bestattet (unter anderem Erzbischof Johannes Dyba).

## Epitaphien im Dom St. Salvator
- Epitaph für Adolph von Dalberg mit den Wappen: Fürstabt Adolph von Dalberg, Familienwappen Kämmerer von Worms gen. von Dalberg (2×), von Rosenberg, von Kerpen, von Schauenburg, von Warsberg, Flach von Schwarzenberg, von Rollingen / de Raville, von Bettstein / de Bassompierre, Waldbott von Bassenheim (2×), von Cronberg, Brendel von Homburg, von der Leyen, von Pallandt, von Metternich
- Epitaph für Amand von Buseck mit den Wappen: Fürstabt / Fürstbischof Amand von Buseck, Familienwappen von Buseck, Schutzbar gen. Milchling, von Rodenhausen, Breidenbach zu Breidenstein (2×), von Löwenstein zu Randeck, von Hagen zur Motten, von Morbach, von Naves / de Naves, von Fechenbach, Brendel von Homburg, von Hettersdorf (2×), von Hatzfeld-Wildenburg, von Münster, von Steinau gen. Steinrück
- Epitaph für Konstantin von Buttlar mit den Wappen: Fürstabt Konstantin von Buttlar, Familienwappen von Buttlar, von Völkershausen, von Dölau (Döhlau) zu Ruppertsgrün, von Zedtwitz, von Boineburg zu Lengsfeld und Gehaus, von Buchenau, von der Tann, von Thüngen zu Greifenstein und Reiffenberg, von Freyberg, Geuder von Zaneck, von Bodman, Truchseß von Rheinfelden, von Hornstein, von Hallweil, von Muggenthal, von Stain zum Rechtenstein, Fürstabt / Fürstbischof Amand von Buseck als Stifter
- Epitaph für Placidus von Droste mit den Wappen: Fürstabt Placidus von Droste, Familienwappen von Droste zu Erwitte, von Landsberg zu Erwitte, von Brencken, von Ense, von Spiegel zum Desenberg, von Niehausen, von Büren, von Hoerde vom Schwarzen Raben, von Heygen (Heggen) zu Ewig, von Wrede (2×), von Schwansbell, von Freytag zu Schorlingen, von Schorlemer zu Overhagen, von Collart, von Meer, Fürstabt / Fürstbischof Amand von Buseck als Stifter
- Epitaph für Adalbert von Schleifras mit den Wappen: Fürstabt Adalbert von Schleifras, Familienwappen von Schleifras zu Reichlos, von Weitolshausen gen. Schrautenbach (mit Fehler), von Nordeck zur Rabenau, Schenk von Stauffenberg, von der Tann, von Trümbach, von Thüngen (2×), von Rotzmann, von Weitershausen, von Boineburg gen. Honstein, von Buschhausen, von Buseck, Schenk von Schweinsberg, von Lehrbach (mit Fehler), Riedesel von Eisenbach zu Josbach

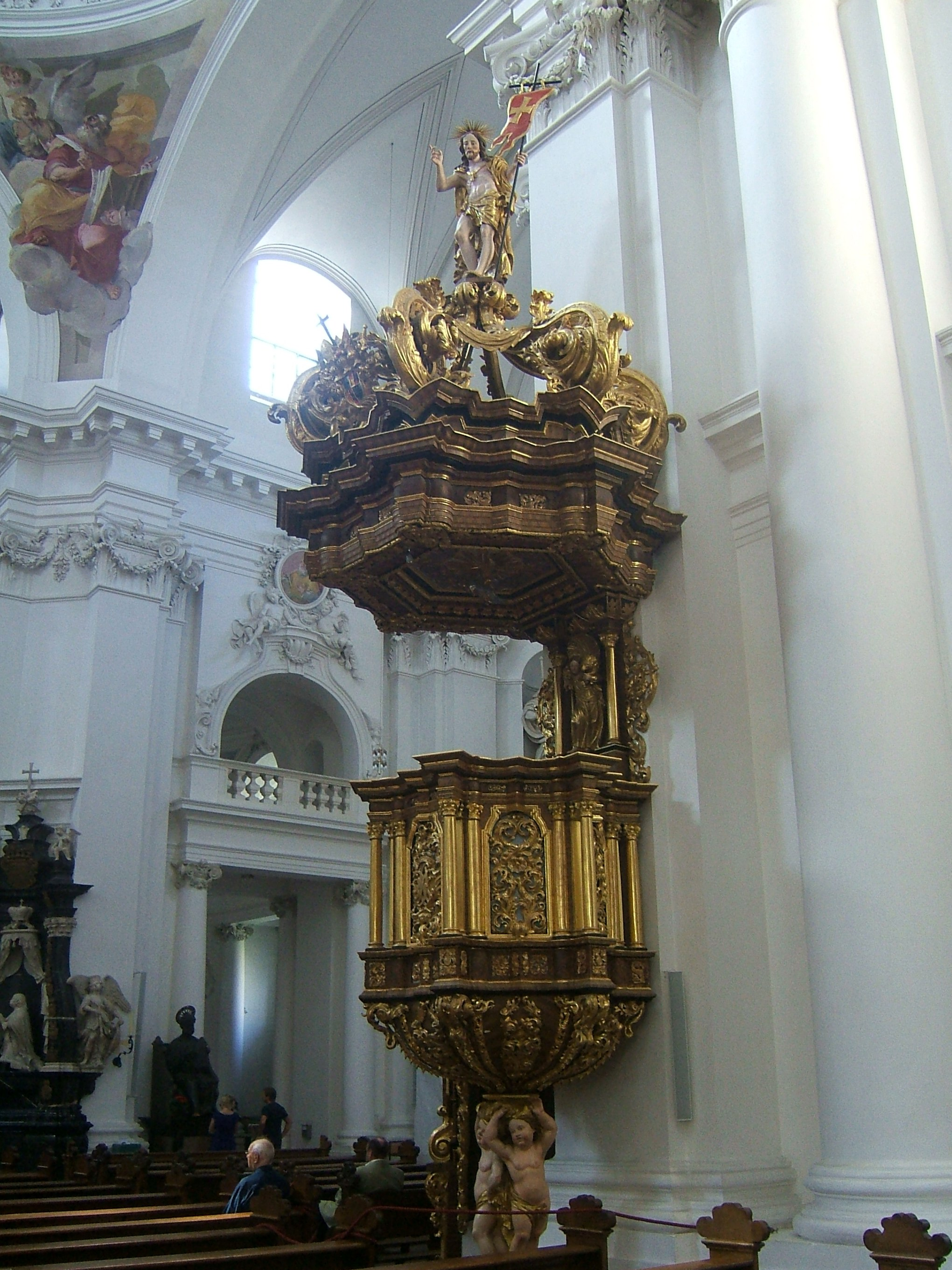
Kanzel des Fuldaer Doms
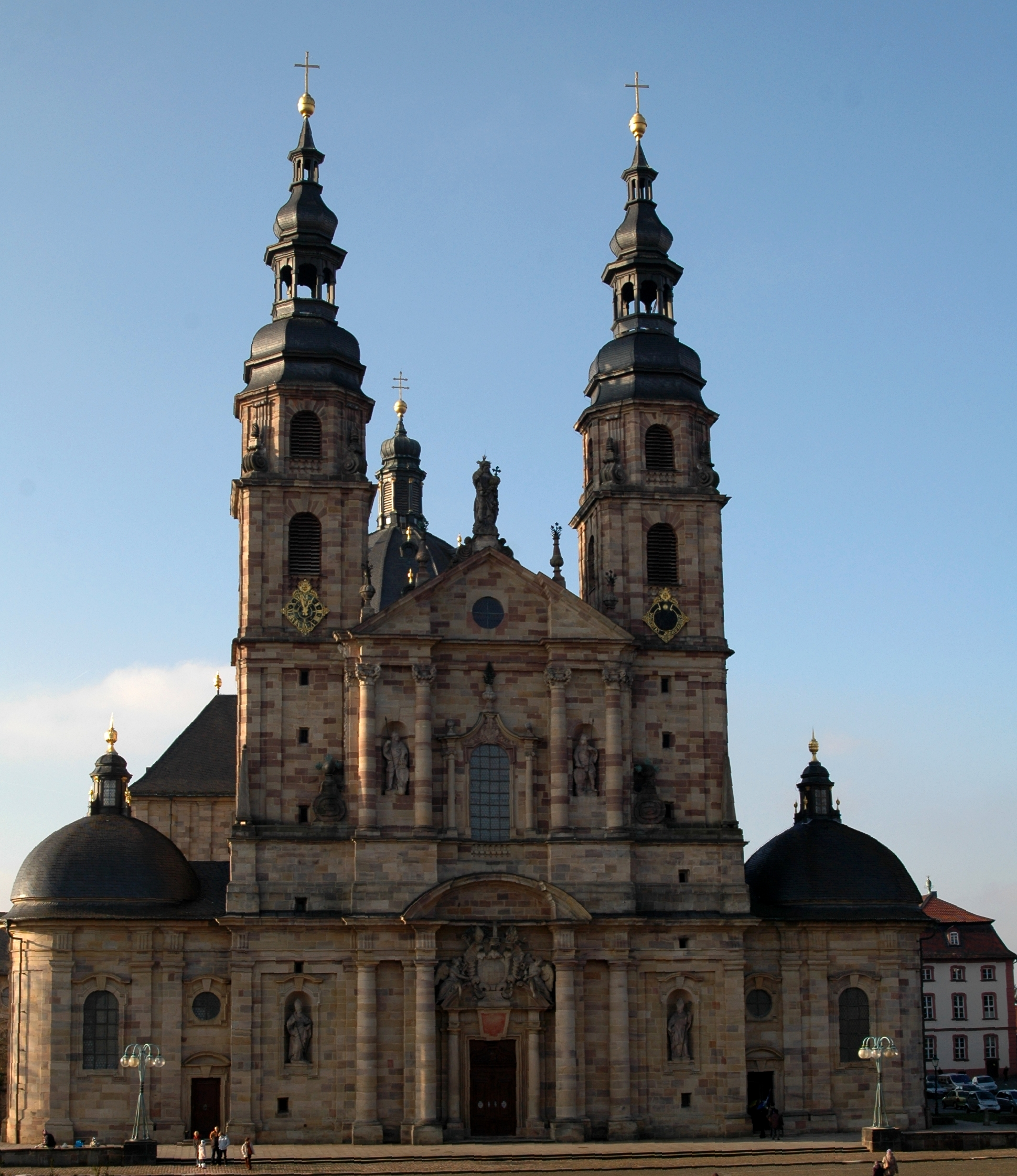
Ostansicht mit Domplatz
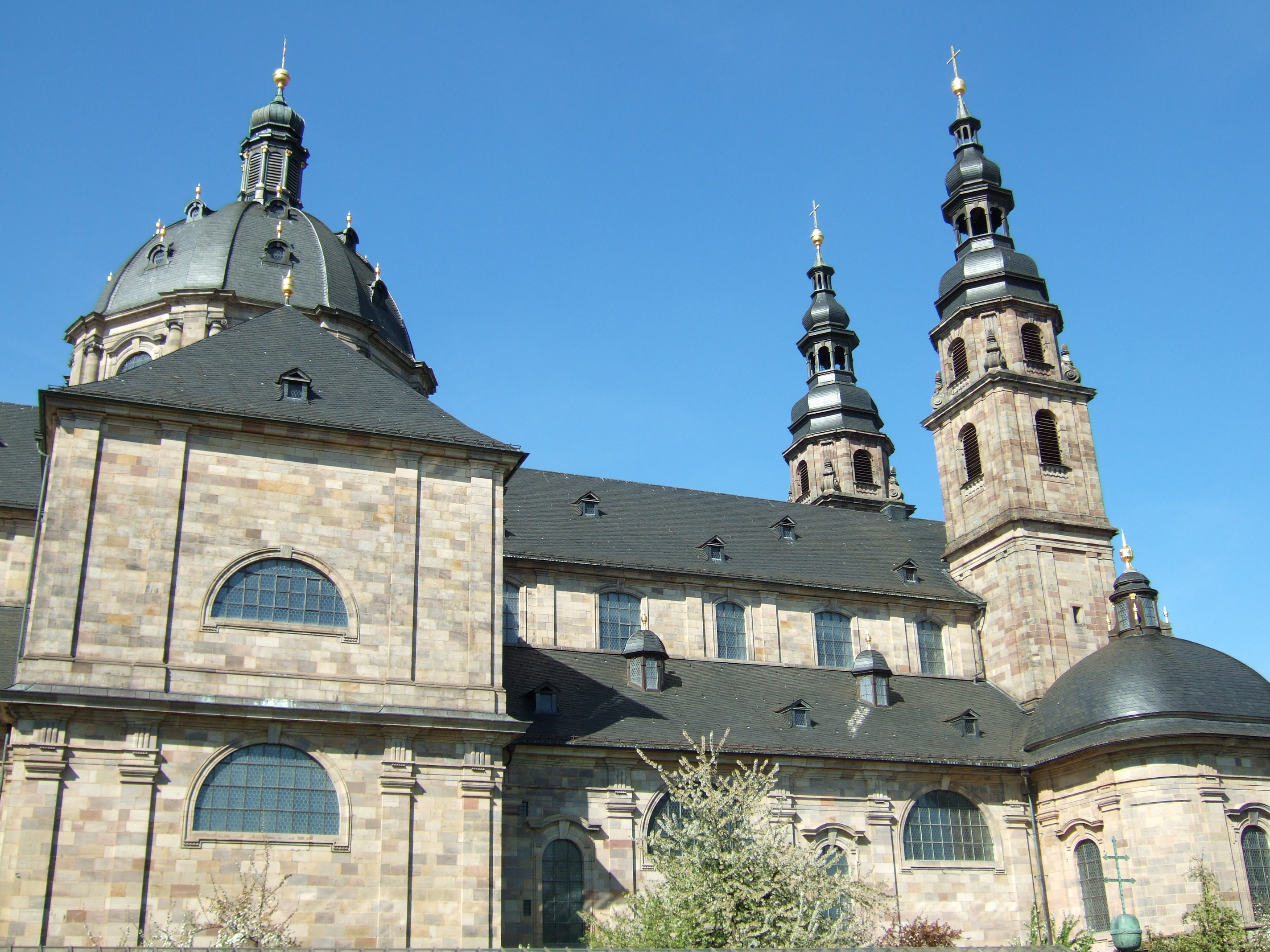
Ansicht von Süden
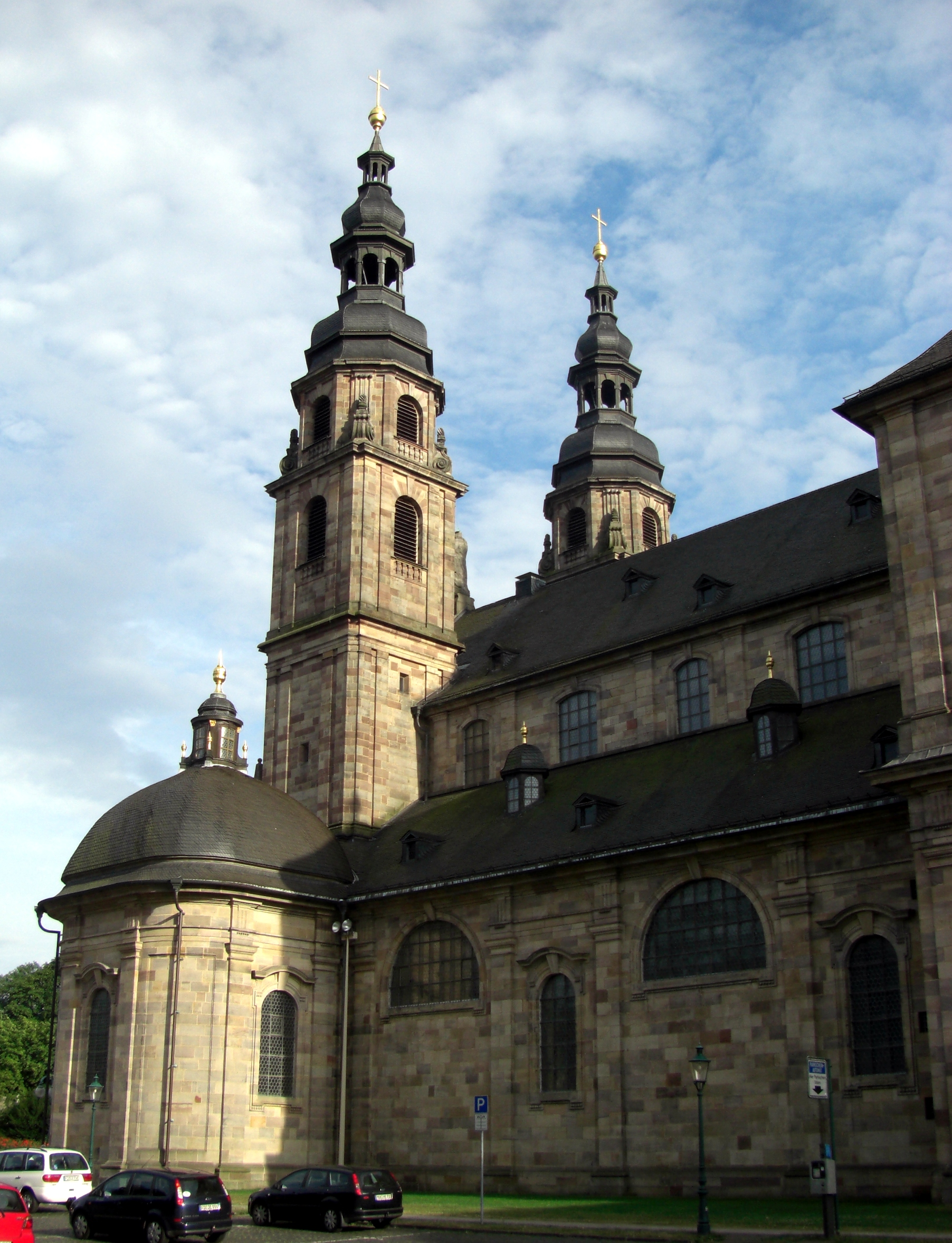
Ansicht von Nordwesten
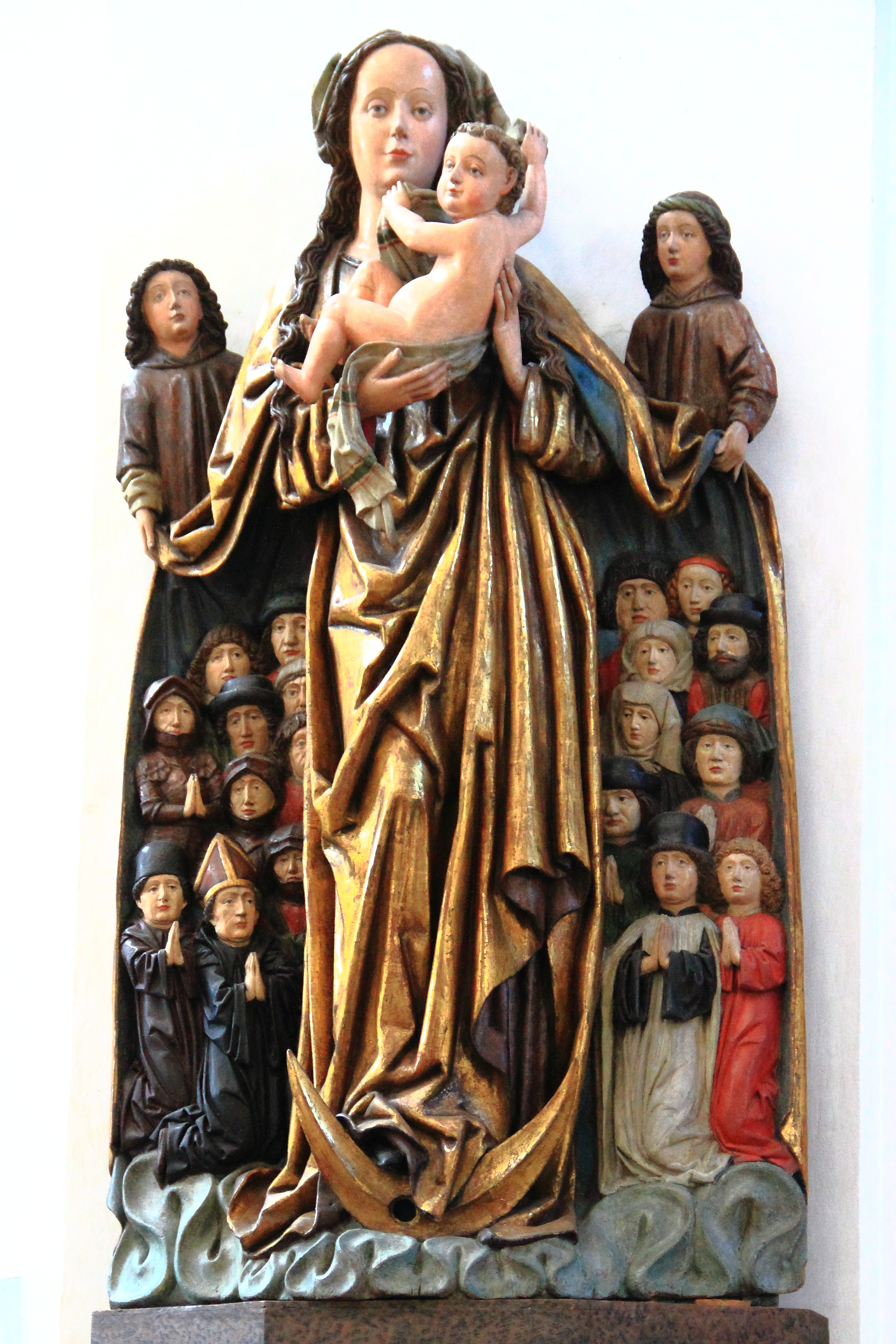
Spätmittelalterliche Schutzmantelmadonna
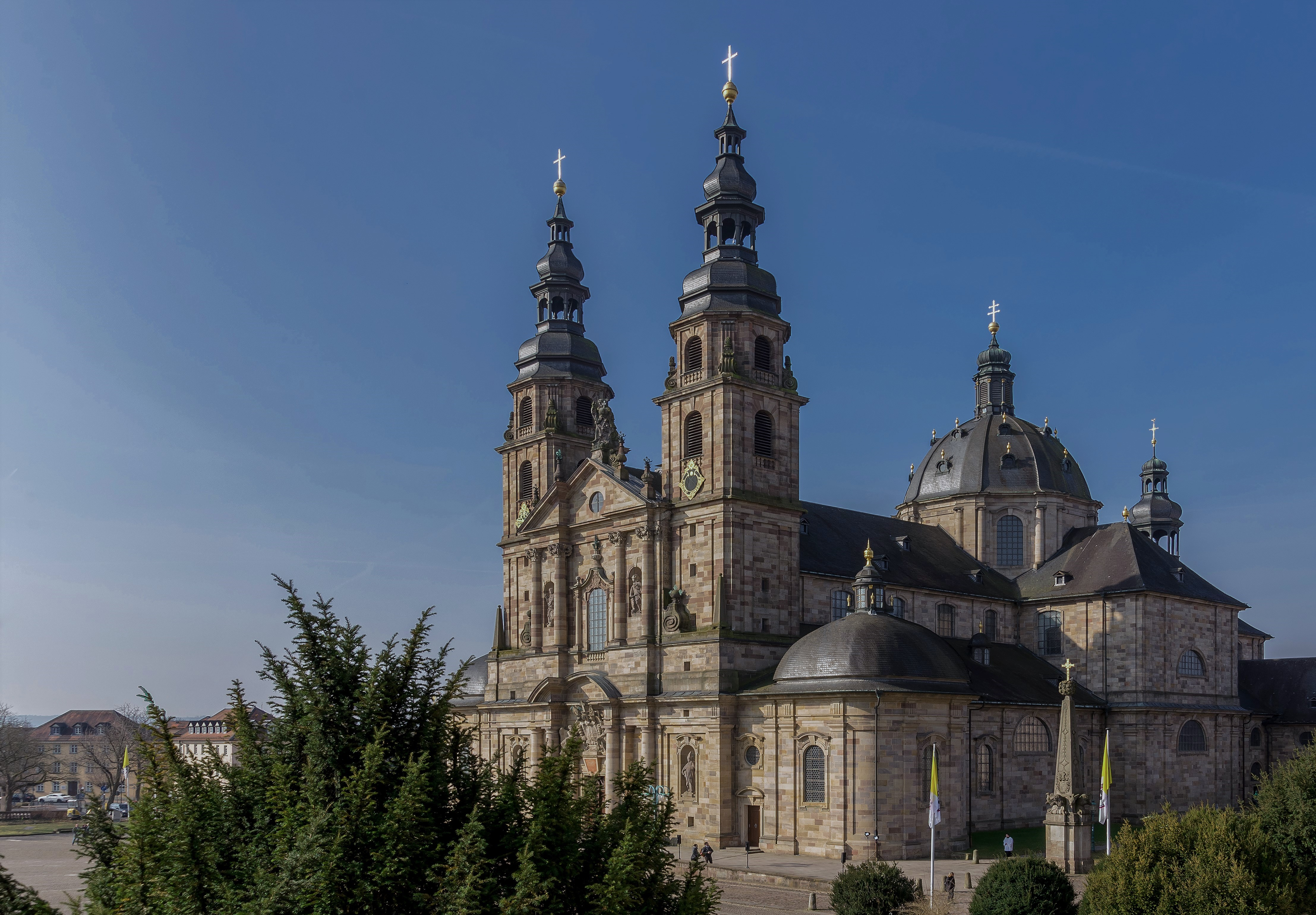
Fuldaer Dom vom Michaelsberg aus gesehen
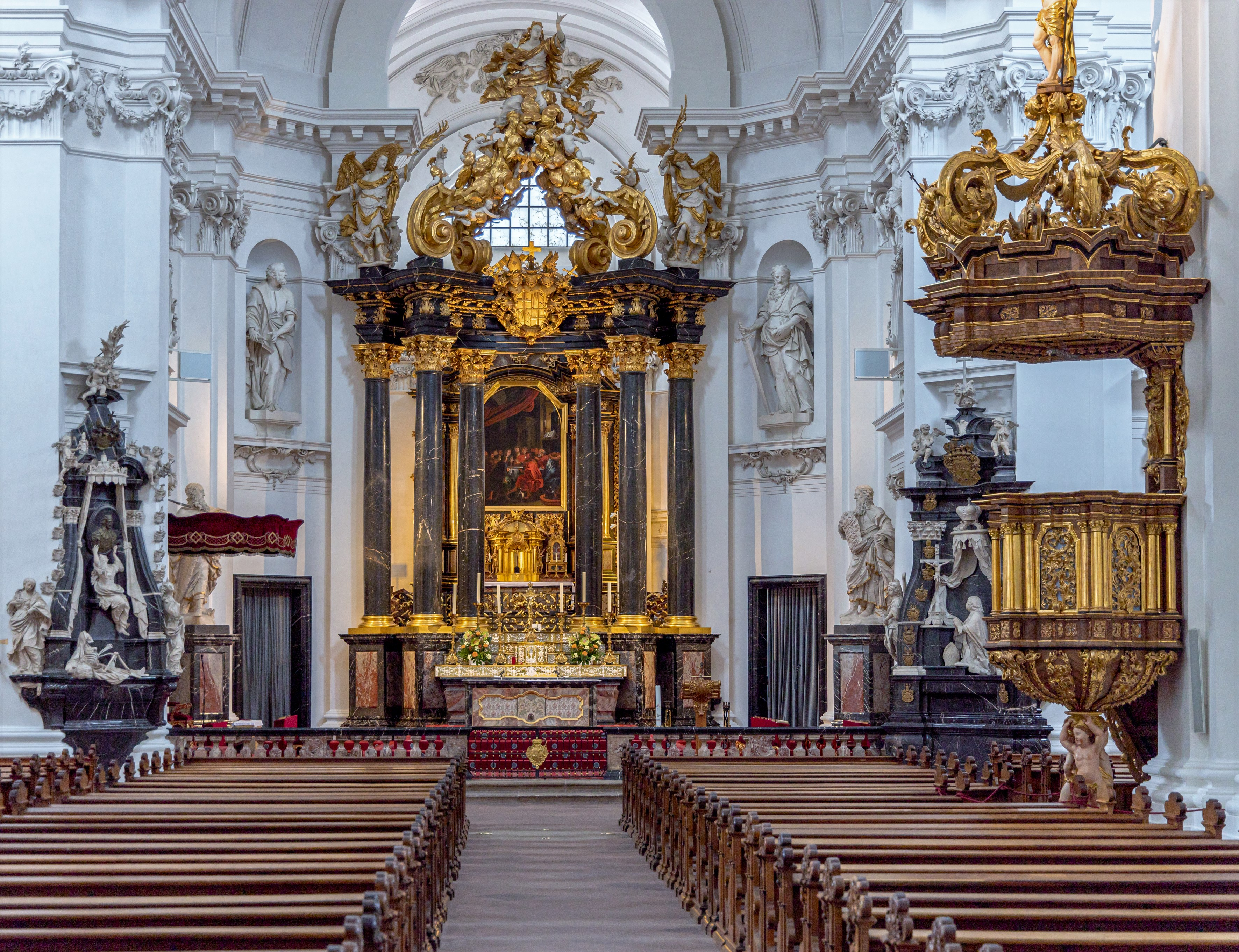
Innenraum des Fuldaer Doms mit Blick auf den Hochaltar
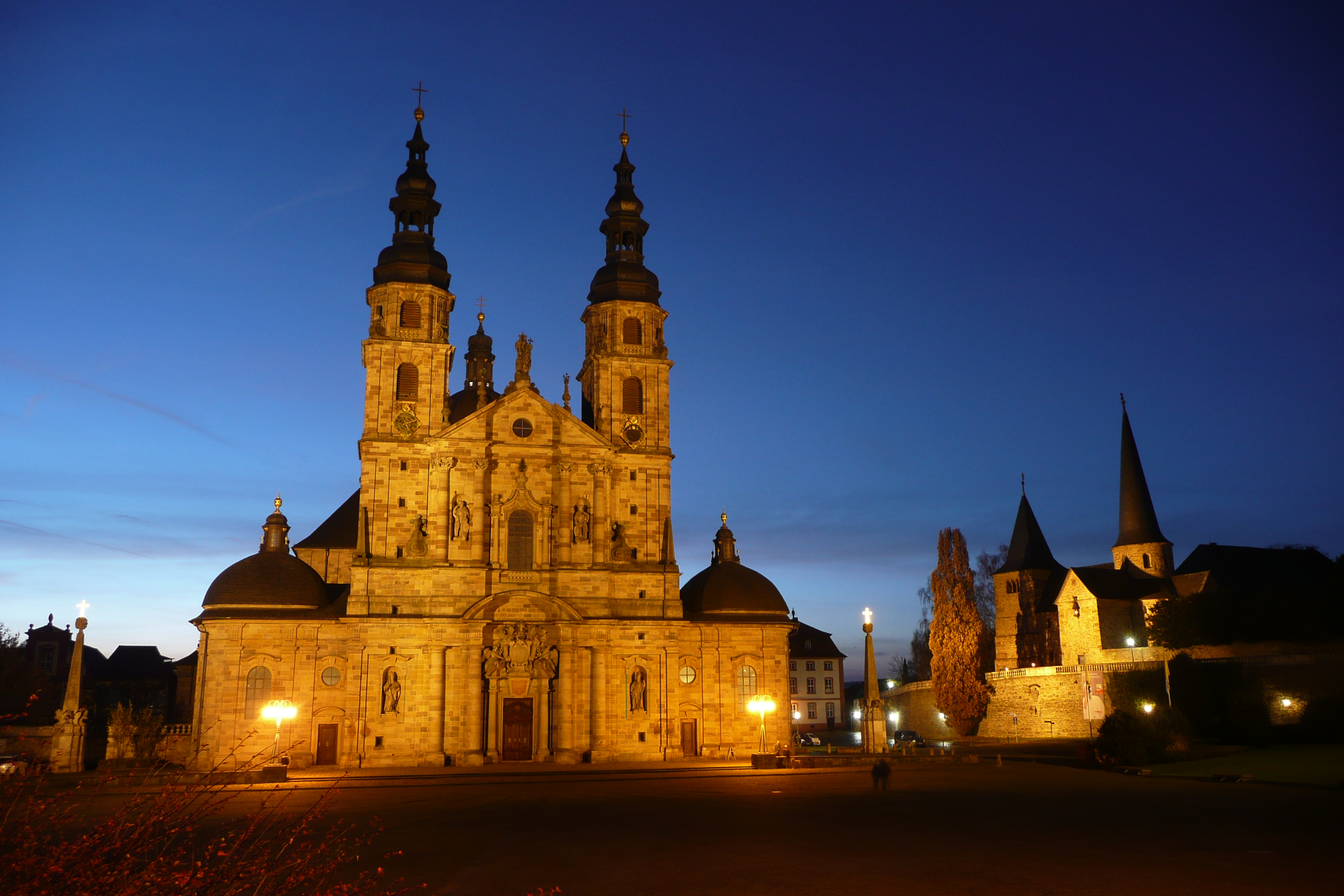
Dom und Michaelskirche bei Nacht